# Aníbal
Aníbal Barca (en fenicio: 𐤇𐤍𐤁𐤏𐤋, Hanni-baʾal, «quien goza del favor de Baal» y 𐤁𐤓𐤒, Barqa, «rayo»; 247-183 a. C.) fue un general y estadista cartaginés. El historiador militar Theodore Ayrault Dodge le llamó «padre de la estrategia». Fue admirado incluso por sus enemigos —Cornelio Nepote le bautizó como «el más grande de los generales»—; de hecho, su mayor enemigo, Roma, adaptó ciertos elementos de sus tácticas militares a su propio acervo estratégico. Su legado militar le confirió una sólida reputación en el mundo moderno y ha sido considerado como un gran estratega por Arthur Wellesley, militar y I duque de Wellington. Su vida ha sido objeto de muchas películas y documentales. Según todos estos comentarios de los historiadores, Aníbal era un excelente estratega como varios otros personajes: Alejandro Magno, Julio César o Napoleón Bonaparte.
Su vida transcurrió en el conflictivo período en el que Roma estableció su supremacía en la cuenca mediterránea, en perjuicio de otras potencias como la propia República cartaginesa, Macedonia, Siracusa y el Imperio seléucida. Fue el general más activo de la segunda guerra púnica, en la que llevó a cabo una de las hazañas militares más audaces de la Antigüedad: Aníbal y su ejército, en el que se incluían treinta y ocho elefantes de guerra, partieron de Hispania y atravesaron los Pirineos y los Alpes con el objetivo de conquistar el norte de Italia, esta aventura le costó la pérdida de su ojo derecho. Allí derrotó a los romanos en grandes batallas campales como la del río Trebia, la del lago Trasimeno o la de Cannas, que aún se estudia en academias militares en la actualidad. A pesar de su brillante movimiento, Aníbal no llegó a entrar en Roma. Existen diversas opiniones entre los historiadores que van desde carencias materiales de Aníbal en máquinas de asedio a consideraciones políticas que defienden que la intención de Aníbal no era tomar Roma, sino obligarla a rendirse. No obstante, Aníbal logró mantener un ejército en Italia durante más de una década, recibiendo escasos refuerzos. Tras la invasión de África por parte de Escipión el Africano, el Senado púnico lo llamó de vuelta a Cartago, donde fue finalmente derrotado por Escipión en la batalla de Zama.
Acabada la guerra contra Roma, entró en la vida pública cartaginesa. Se enfrentó a la oligarquía dirigente que lo acusó ante los romanos de estar en tratos con el seléucida Antíoco III el Grande, por lo que hubo de exiliarse en el año 195 a. C. Pasó al servicio de este último monarca, a cuyas órdenes se enfrentó de nuevo a la República romana en la batalla del Eurimedonte, donde fue derrotado. Una vez más huido, se refugió en la corte de Prusias I, rey de Bitinia. Los romanos exigieron al bitinio que entregara al cartaginés, a lo que el rey accedió. Sin embargo, antes de ser capturado, Aníbal prefirió suicidarse.

## Antecedentes históricos
A mediados del siglo III a. C., la ciudad de Cartago, donde nació Aníbal, estaba fuertemente influida por la cultura helenística derivada de los vestigios del Imperio de Alejandro Magno. Cartago ocupaba por entonces un lugar importante en los intercambios comerciales de la cuenca mediterránea, y en los emporios de Sicilia, Cerdeña y en las costas de Iberia y de África del Norte. La ciudad disponía igualmente una importante flota de guerra que protegía sus rutas marítimas, que transportaban el oro procedente del Golfo de Guinea y el estaño procedente de las costas británicas.
La otra potencia mediterránea de la época era Roma, con la que Cartago entró en guerra durante veinte años en un conflicto conocido como la primera guerra púnica, la primera guerra de gran envergadura de la que Roma salió victoriosa. Este enfrentamiento entre la República de Roma y Cartago estuvo provocado por un conflicto secundario en Siracusa, y se desarrolló por tierra y mar, en tres fases: combates en Sicilia (264-256 a. C.), combates en África (256-250 a. C.) y de nuevo en Sicilia (250-241 a. C.). Durante esta última fase, y sobre todo tras la guerra, nació la fama de Amílcar Barca, padre de Aníbal, que dirigía la guerra contra Roma desde el año 247 a. C. Tras la gran derrota naval en las islas Egadas, al noroeste de Sicilia, los cartagineses se vieron obligados a firmar el Tratado de Lutacio en la primavera de 241 a. C. con el cónsul Cayo Lutacio Cátulo. Entre los términos impuestos a Cartago por este tratado se hallaban la cesión de los territorios de Sicilia y las islas menores entre esta y la costa africana, así como onerosas compensaciones de guerra.
A finales de la primera guerra púnica, a pesar de las precauciones adoptadas por Amílcar Barca, Cartago halló problemas a la hora de dispersar a sus regimientos armados de mercenarios, que no tardaron en asediar la ciudad y provocar un conflicto de la envergadura de una guerra civil. Este episodio histórico es conocido como la guerra de los Mercenarios. Amílcar consiguió reprimir esta rebelión después de tres años, tras vencer a los rebeldes en el río Bagradas y de nuevo, con un gran derramamiento de sangre, en el desfiladero de la Sierra en el 237 a. C. Por su parte, Roma había aprovechado la falta de oposición para tomar Cerdeña, anteriormente en manos de los cartagineses. Tras la protesta de Cartago por esta acción, que suponía una violación de los términos del tratado de paz recientemente alcanzado, Roma le declara la guerra, pero se ofrece a anularla si se le entrega no solo Cerdeña, sino también Córcega y más compensaciones económicas. Los púnicos, impotentes, tienen que ceder, y ambas islas se convierten en el 238 a. C. en nuevas posesiones romanas. Para compensar esta pérdida, Amílcar marchó a Iberia, donde se apoderó de vastos territorios al sudeste del país. Durante una década, Amílcar dirigió la conquista del sur de Iberia, apoyado militar y logísticamente por su yerno Asdrúbal. Esta conquista restablecía la situación económica de Cartago, gracias a la explotación de las minas de plata y estaño.

## Ascensión

### Juventud

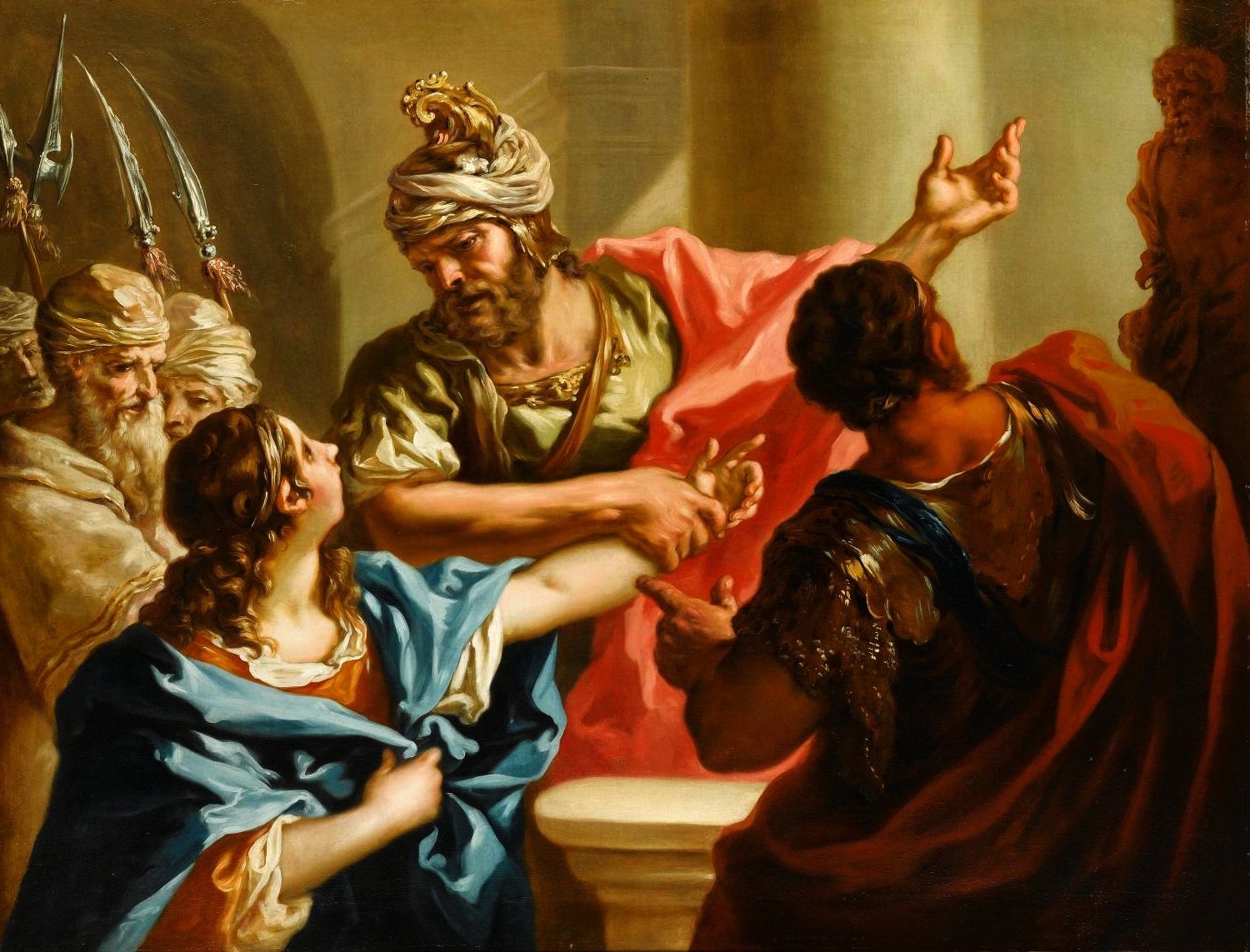
Aníbal jurando a su padre ser siempre enemigo de Roma (1731), óleo sobre lienzo de Giovanni Antonio Pellegrini

Aníbal Barca nació probablemente en Cartago en el año 247 a. C. Era el hijo mayor del general Amílcar Barca. Aunque «Barca» no era un apellido, sino un apelativo (de barqä, "rayo" en lengua púnica), fue adoptado como tal por sus hijos. Los historiadores designan a la familia de Amílcar con el nombre de Bárcidas, a fin de evitar la confusión con otras familias cartaginesas con los mismos nombres (Aníbal, Asdrúbal, Amílcar, Magón, etc.).
Sobre la educación de Aníbal es poco lo recogido por los autores grecorromanos. Se sabe que aprendió de un preceptor espartano, llamado Sosilos, las letras griegas, la historia de Alejandro Magno y el arte de la guerra. Así adquirió el modo de razonamiento y de acción que los griegos llamaban «métis», fundado en la inteligencia y la astucia.
Después de haber incrementado su territorio, Amílcar enriqueció a su familia, y por extensión a Cartago. Al perseguir dicho objetivo, Amílcar se apoyó en la ciudad fenicia de Gadir (actual Cádiz, España), próxima al estrecho de Gibraltar, y comenzó a someter a las tribus íberas. En aquel momento, Cartago se hallaba en tal estado de empobrecimiento que su marina era incapaz de transportar al ejército a Hispania. Amílcar se vio, pues, obligado a hacerlo marchar hacia las Columnas de Hércules a pie, para cruzar allí en barco el estrecho de Gibraltar, entre lo que actualmente serían Marruecos y España.
El historiador romano Tito Livio menciona que cuando Aníbal fue a ver a su padre y le rogó que le permitiera acompañarle, este aceptó con la condición de que jurara que durante toda su existencia nunca sería amigo de Roma; tenía 11 años. Otros historiadores refieren que Aníbal declaró a su padre:

Juro que en cuanto la edad me lo permita [...] emplearé el fuego y el hierro para romper el destino de Roma.

Su aprendizaje táctico comenzó sobre el terreno, bajo mando de su padre y continuó con su cuñado, Asdrúbal el Bello, quien sucedió a Amílcar, muerto en el campo de batalla contra los rebeldes íberos en el 228 a. C. o en 230 a. C., momento en el que le nombra jefe de la caballería. En este puesto, Aníbal revela muy pronto su resistencia, su sangre fría, y su capacidad para hacerse apreciar y admirar por sus soldados. Asdrúbal persiguió una política de consolidación de los intereses ibéricos de Cartago. Para ello, casó a Aníbal con una princesa íbera de nombre Himilce, con la que tuvo un hijo, Áspar. Sin embargo, esta alianza matrimonial es considerada improbable y no está atestiguada por todos. En el 227 a. C., Asdrúbal fundó la nueva capital púnica en Hispania, Qart Hadasht, hoy Cartagena. Por otra parte, Asdrúbal firmó en el 226 a. C. un tratado con Roma por el que la península ibérica quedaba dividida en dos zonas de influencia. El río Ebro constituía la frontera: Cartago no debía expandirse más al norte de este río, en la misma medida que Roma no se extendería al sur del curso fluvial. Más tarde, un esclavo galo, que acusó a Asdrúbal de haber asesinado a su amo, le asesinó a su vez a comienzos del año 221 a. C.

### Comandante en jefe
Tras la muerte de Asdrúbal, Aníbal fue elegido por el ejército de Cartago estacionado en la península ibérica para que le sucediera en su condición de comandante en jefe. Posteriormente, Aníbal sería confirmado en el puesto por el gobierno cartaginés, a pesar de la oposición encabezada por Hannón (un rico aristócrata). En esta época Aníbal contaba veinticinco años. Tito Livio da una pequeña descripción del joven general:

A partir de su llegada a Hispania, Aníbal atrajo todas las miradas. «Es Amílcar en su juventud, que nos ha sido devuelto», se escribían los viejos soldados. «La misma energía en la cara, el mismo fuego en la mirada: aquí está su aspecto, aquí sus gestos».

Tras haber asumido el mando, Aníbal pasó dos años consolidando el poder cartaginés sobre las tierras hispánicas y terminando la conquista de los territorios situados al sur del Ebro.
En 221 a. C., en su primera campaña como jefe de las fuerzas cartaginesas en Hispania, se dirigió a la Meseta Central y atacó a los Olcades tomando su principal ciudad, Althia, llevando los dominios púnicos hasta las cercanías del Tajo. En la campaña del siguiente año, 220 a. C., avanzó hacia el oeste y se enfrentó a los Vacceos asaltando las ciudades de Helmántica y Arbocala. En el retorno de la expedición con abundante botín a su base de Qart Hadasht, una gran coalición liderada por los carpetanos junto a contingentes de vacceos y olcades, le atacó junto al río Tajo, siendo derrotados por la habilidad del joven general cartaginés en la batalla.
Por su parte, Roma, temiendo la creciente presencia de los cartagineses en Hispania, concluyó una alianza con la ciudad de Sagunto, situada a una distancia considerable del Ebro por la parte sur, en el territorio que los romanos habían reconocido como dentro de la zona de influencia cartaginesa, y declaró a la ciudad como un protectorado. Este movimiento político generó tensiones entre las dos potencias: mientras que los romanos argumentaban que según el tratado firmado en el año 241 a. C., los cartagineses no podían atacar a un aliado de Roma, los púnicos se amparaban en la cláusula del documento que reconocía la soberanía cartaginesa sobre los territorios hispanos situados al sur del Ebro. Excavaciones en curso en 2008 en la ciudad de Valencia hallaron, entre otros restos, una empalizada, próxima a la margen izquierda del río Turia, que probablemente formaba parte de un campamento militar, el acantonamiento de Aníbal en su avance hacia Sagunto.
Aníbal decidió dirigirse contra Sagunto, y sitiar la ciudad, que capituló en el 219 a. C., probablemente en el mes de noviembre, tras ocho meses de asedio. Roma reaccionó ante lo que consideraba una flagrante violación del tratado y reclamó justicia al gobierno cartaginés. Debido a la gran popularidad de Aníbal y al riesgo de perder prestigio en Hispania, el gobierno oligárquico de Cartago rechazó las peticiones romanas y declaró la guerra que el general había soñado, la segunda guerra púnica, a finales de año.

## Segunda guerra púnica

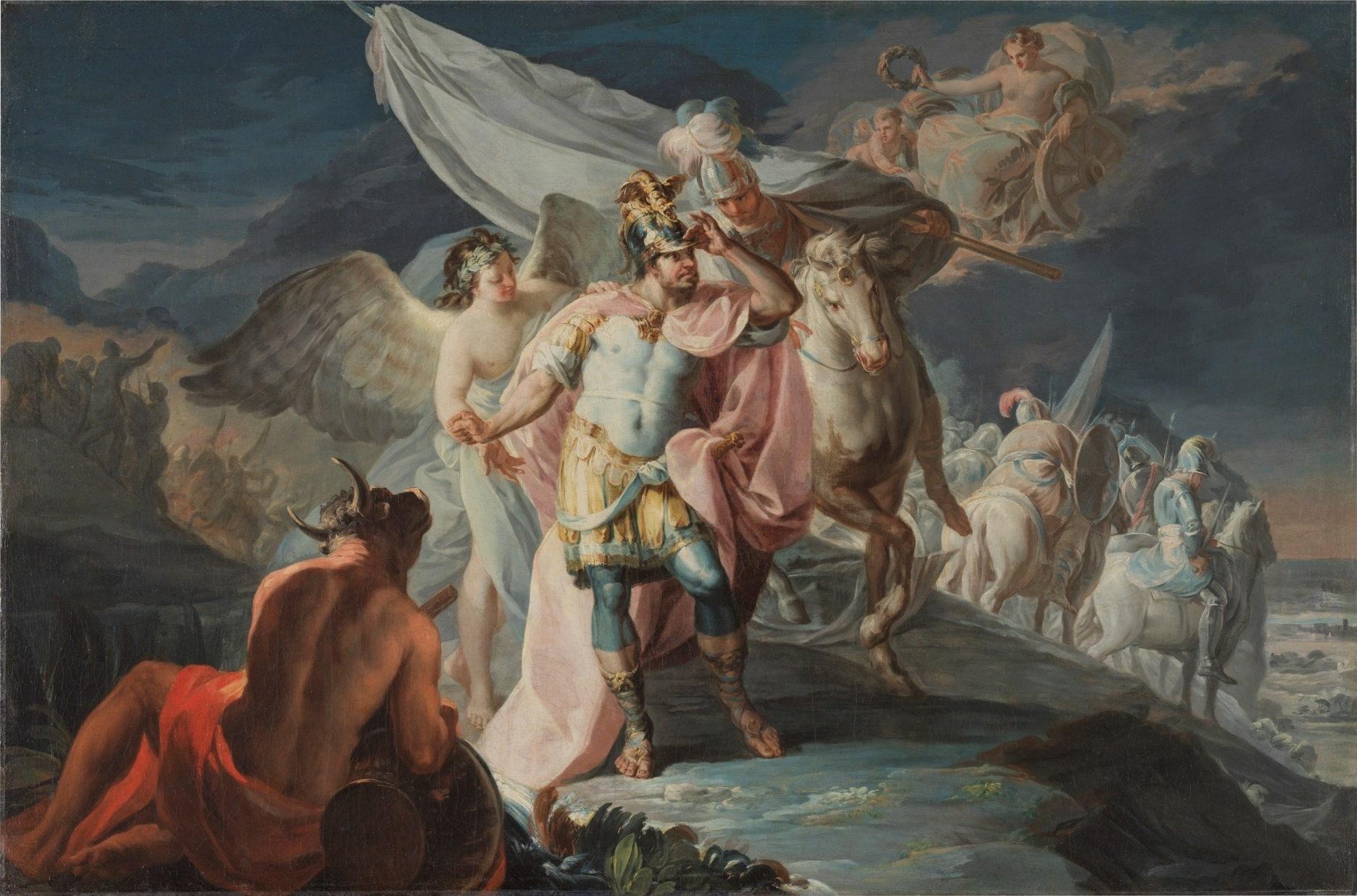
Aníbal vencedor contemplando por primera vez Italia desde los Alpes (1770), óleo sobre lienzo de Francisco de Goya.

### Preparativos
Después de que los cartagineses asediaran y destruyeran Sagunto, los romanos decidieron contraatacar en dos frentes: África del Norte e Hispania, partiendo desde Sicilia, isla que les sirvió de base de operaciones. No obstante, Aníbal trastocó los planes de los romanos con una estrategia inesperada: quería llevar la guerra al corazón de Italia, marchando rápidamente a través de Hispania y del sur de la Galia. Consciente de que su flota era muy inferior a la de los romanos, Aníbal decidió no atacar por mar, sino que eligió una ruta terrestre mucho más dura y larga pero más interesante tácticamente, pues le permitió reclutar a muchos soldados mercenarios o aliados procedentes de los pueblos celtas dispuestos a combatir a los romanos. Antes de su partida, Aníbal distribuyó hábilmente sus efectivos y envió a África del Norte varios contingentes de íberos, mientras que ordenó a los soldados libio-fenicios que garantizaran la seguridad de las posesiones de Cartago en Hispania.
Los oretanos levantados en armas contra los cartagineses, acuerdan la paz entregando la mano de la princesa de Cástulo, Himilce, que acaba casando con Aníbal, trasladándose ésta a Cartagena y permaneciendo allí durante las campañas de su marido volviendo luego a Cástulo después de que la ciudad pasase al bando romano, murió allí con el hijo de ambos, supuestamente de una epidemia de peste.
Aníbal no partió de Cartagena hasta finales de la primavera del 218 a. C. El general puso en marcha al ejército y envió representantes para negociar su paso a través de los Pirineos y trabar alianzas con los pueblos que se asentaban a lo largo de su trayecto. Según Tito Livio, Aníbal atravesó el Ebro con 90 000 infantes y 12 000 caballeros, y dejó un destacamento de 10 000 infantes y 1000 caballeros para que defendieran Hispania, a los que se sumaron 11 000 iberos que se mostraron reticentes a abandonar su territorio. Tras su paso por los Pirineos, disponía de 70 000 infantes y 10 000 caballeros. Según otras fuentes, Aníbal llegó a la Galia a la cabeza de 40 000 infantes y 12 000 caballeros. Es complicado establecer la aproximación de sus efectivos reales. Ciertas estimaciones creen que encabezaba una fuerza de 80 000 hombres. A su llegada a Italia, parece que estaba a la cabeza, según las fuentes, de entre 20 000 y 50 000 infantes y de entre 6000 y 9000 jinetes. Por otro lado, en varias ocasiones, o como mínimo, al principio de la guerra, Cartago envió refuerzos a Aníbal. Además, a su ejército se sumaron muchos soldados procedentes de tribus. Cerca de 40 000 galos se unieron al ejército cartaginés durante la guerra.
En su ejército, Aníbal contaba con un poderoso contingente de elefantes de guerra, animales que representaban un importante papel en los ejércitos de la época y que los romanos conocían bien por haberse enfrentado a ellos cuando formaban parte de las tropas del rey de Epiro, Pirro I. En realidad, los 38 elefantes del ejército de Aníbal son una cifra insignificante comparada con los ejércitos de la época helenística. De hecho, la mayoría murieron durante el viaje a través de los Alpes o víctimas de la humedad de las marismas etruscas. La única bestia que sobrevivió fue empleada como montura por el propio Aníbal. En efecto, Aníbal perdió su ojo derecho durante una batalla menor y utilizó este medio de transporte para no entrar en contacto con el agua. Según otros historiadores como Polibio, Aníbal sufrió una oftalmía que lo dejó tuerto. Un artículo de 2021 especula que habría sufrido una queratitis provocada por bacterias como el neumococo o estafilococos, aunque tampoco descarta que la causa fuera una forma de tuberculosis, patógenos acuáticos que habitaran en las marismas del Arno, como Acanthamoeba o Pseudomonas aeruginosa, o incluso una leptospirosis transmitida por la orina del elefante que montaba.

### Viaje a Italia
Aníbal penetró en la Galia evitando cuidadosamente atacar las ciudades griegas erigidas en lo que hoy es Cataluña. Se piensa que, tras franquear los Pirineos a través de la actual comarca de la Cerdaña y establecer su campamento cerca de la ciudad de Illibéris —la actual Elne, próxima a Perpiñán—, siguió avanzando sin problemas hasta llegar al Ródano, donde apareció en septiembre antes de que los romanos pudieran impedirle el paso a la cabeza de 38 000 infantes, 8000 caballeros y 37 elefantes de guerra.
Tras evitar las poblaciones locales, que trataron de detener su avance, Aníbal se vio obligado a escapar de una compañía romana que venía desde la costa mediterránea remontando el Valle del Ródano (Francia). El hecho de que los romanos vinieran de conquistar la Galia Cisalpina dio esperanzas a Aníbal de que sería capaz de encontrar aliados entre los galos del norte de Italia.

### Travesía de los Alpes

#### Hipótesis de la ruta

Aníbal y sus hombres atravesando los Alpes.

El itinerario emprendido por Aníbal ha sido objeto de diversas polémicas. En octubre del 218 a. C., los Alpes podían ser franqueados por el puerto del Pequeño San Bernardo, por el de Mont Cenis o también por el de Montgenèvre. Ciertos autores defienden que Aníbal atravesó el puerto de Clapier o, más al sur, el puerto de Larche.
Los datos facilitados por Polibio y Tito Livio son muy imprecisos. Además, no existen restos arqueológicos que proporcionen alguna prueba irrefutable de la ruta de Aníbal. Todas las hipótesis formuladas por expertos y también por autores de gran imaginación, están basadas en los textos de Polibio y Tito Livio (se han escrito ya casi mil libros sobre el tema).

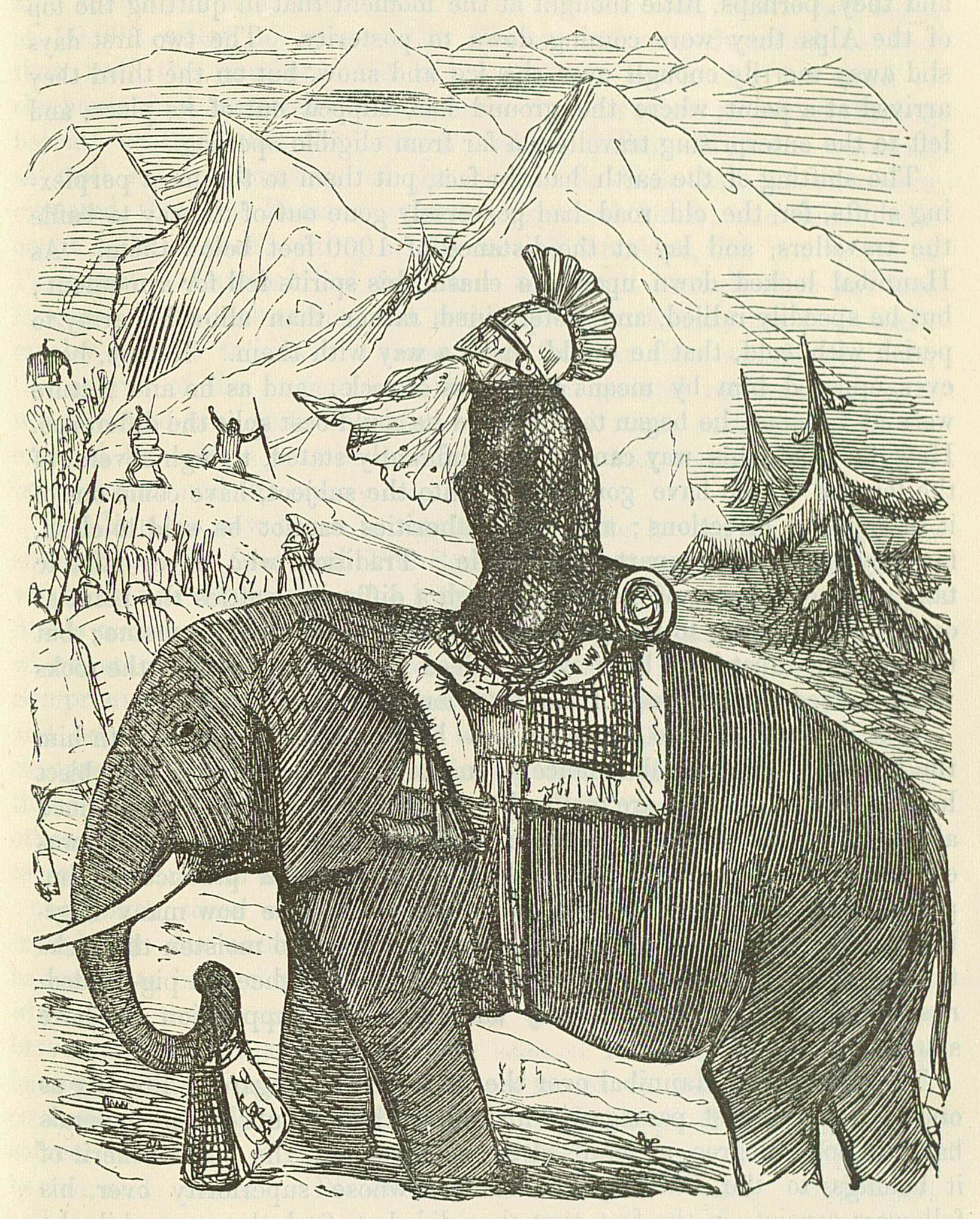
Aníbal cruzando los Alpes, por John Leech, 1850.

Una de las opiniones más aceptadas es la que localiza el puerto de montaña que franqueó Aníbal junto a la Llanura Padana. Sin duda, Aníbal alentaría a sus hambrientos y desmoralizados soldados con la perspectiva de encontrarse pronto con el Po. En los Alpes Septentrionales, Montgenèvre y Gran San Bernardo, solo el Puerto de Savine-Coche y el Puerto de Larche avalan esta opinión. No obstante, los partidarios del paso por el puerto del Pequeño San Bernardo cuestionan el sentido de este pasaje de Polibio:

Los soldados, consternados por el recuerdo del dolor que habían sufrido, y sin saber a qué deberían enfrentarse cuando siguieran avanzando, parecieron perder el coraje. Aníbal los reunió, y, como desde la cima de los Alpes, que parecían ser la entrada a la ciudadela de Italia, se divisaban las vastas llanuras que regaba el Po con sus aguas, Aníbal se sirvió de este bello espectáculo, único recurso que le quedaba, para quitar el miedo a los soldados. Al mismo tiempo, les señaló con el dedo el punto donde estaba situada Roma, y les recordó que gozaban de la buena voluntad de los pueblos que habitaban el país que tenían ante sus ojos.

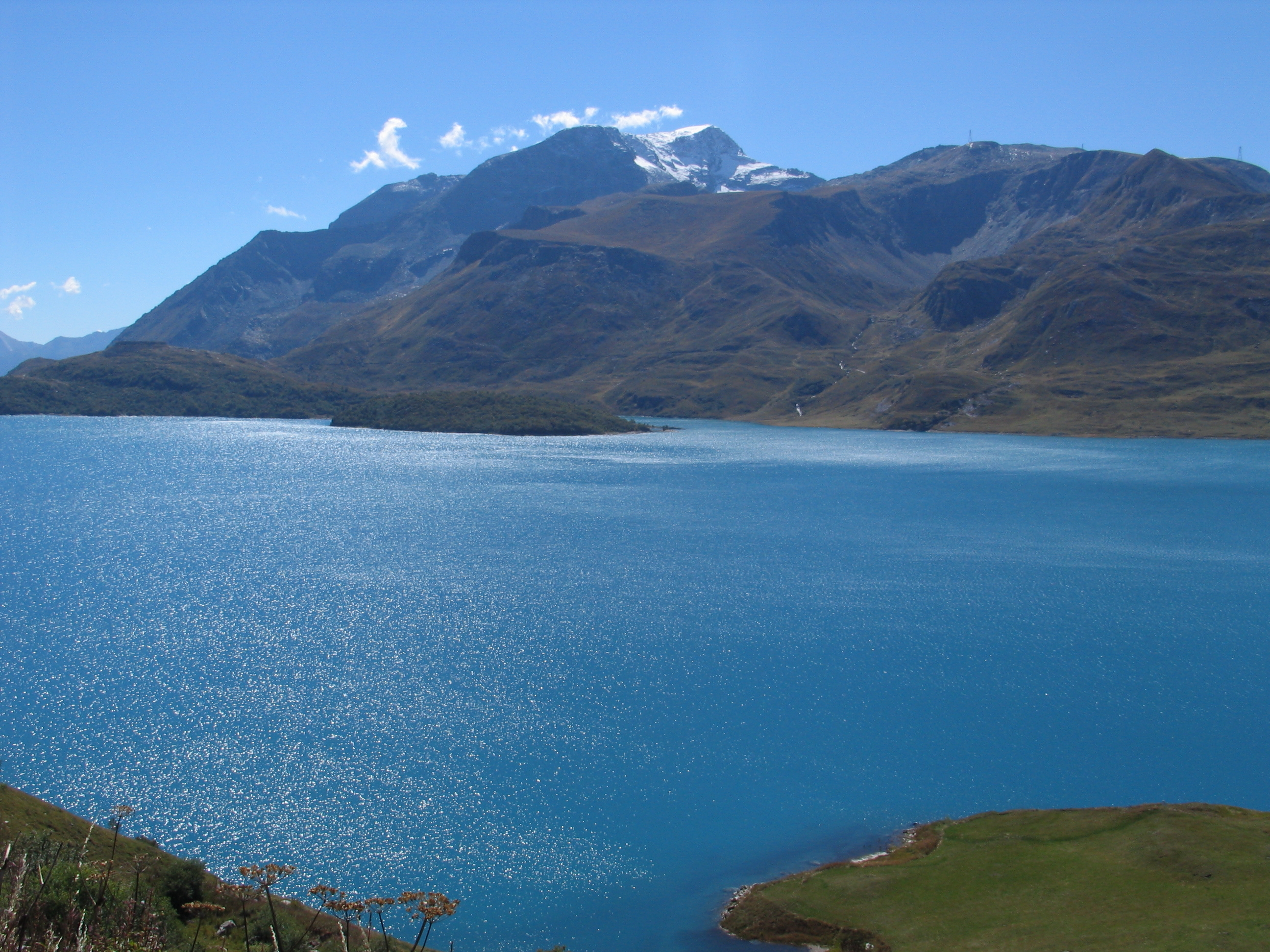
Puerto de Mont Cenis.
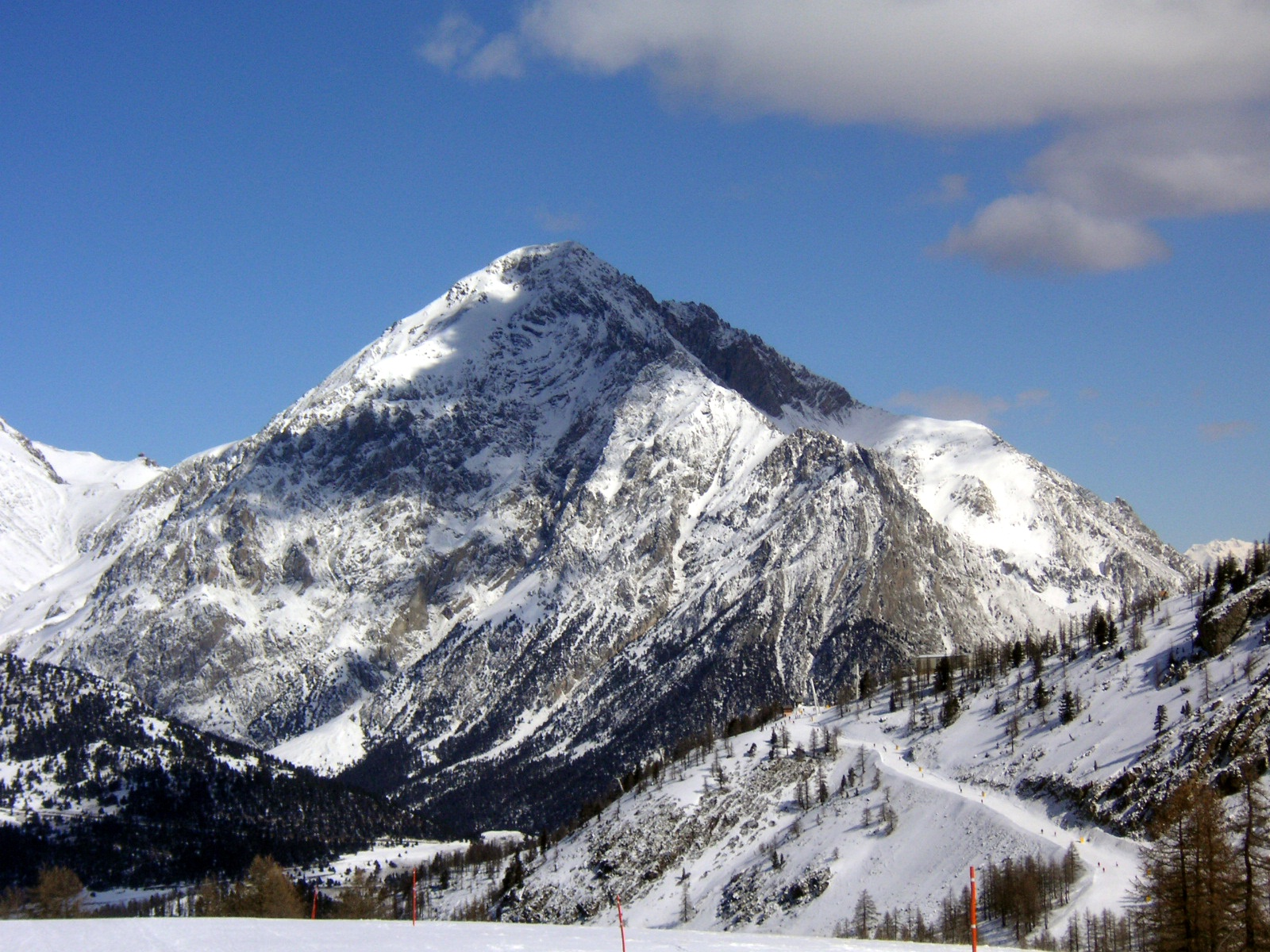
Puerto de Montgenèvre.
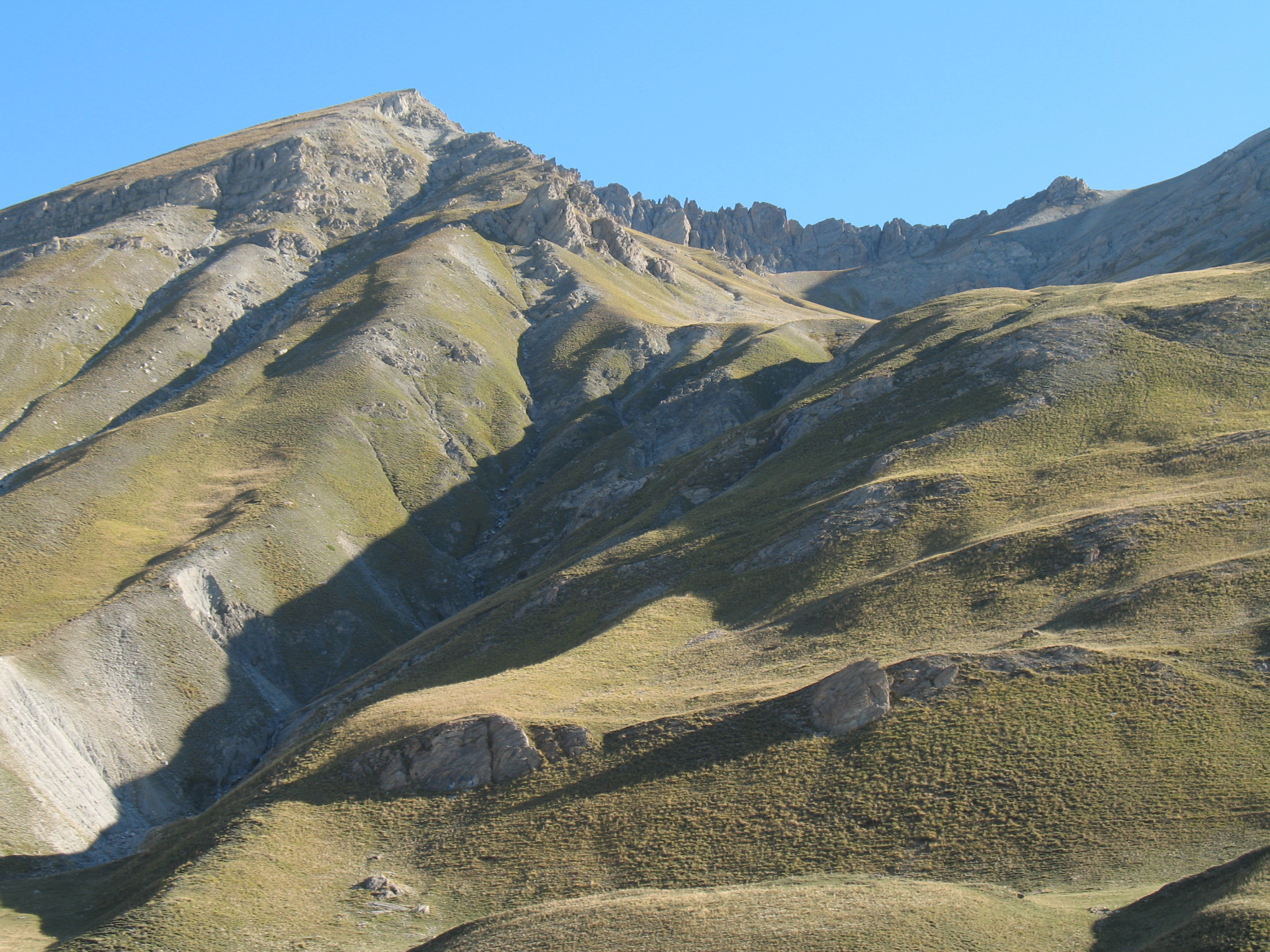
Puerto de Larche.
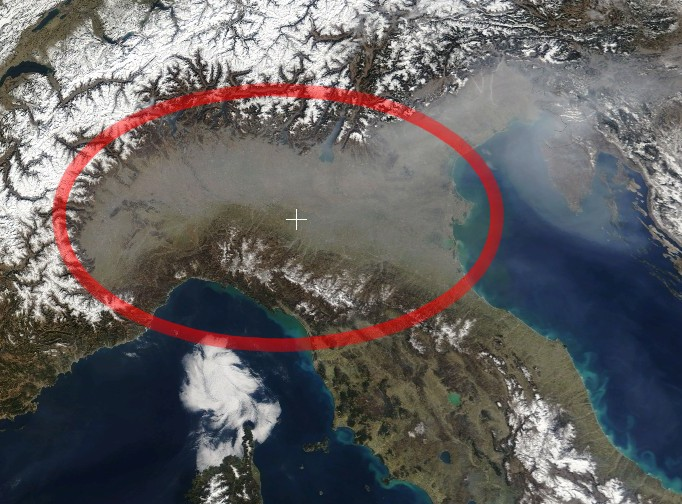
La Llanura Padana es la zona gris del interior de la elipse.
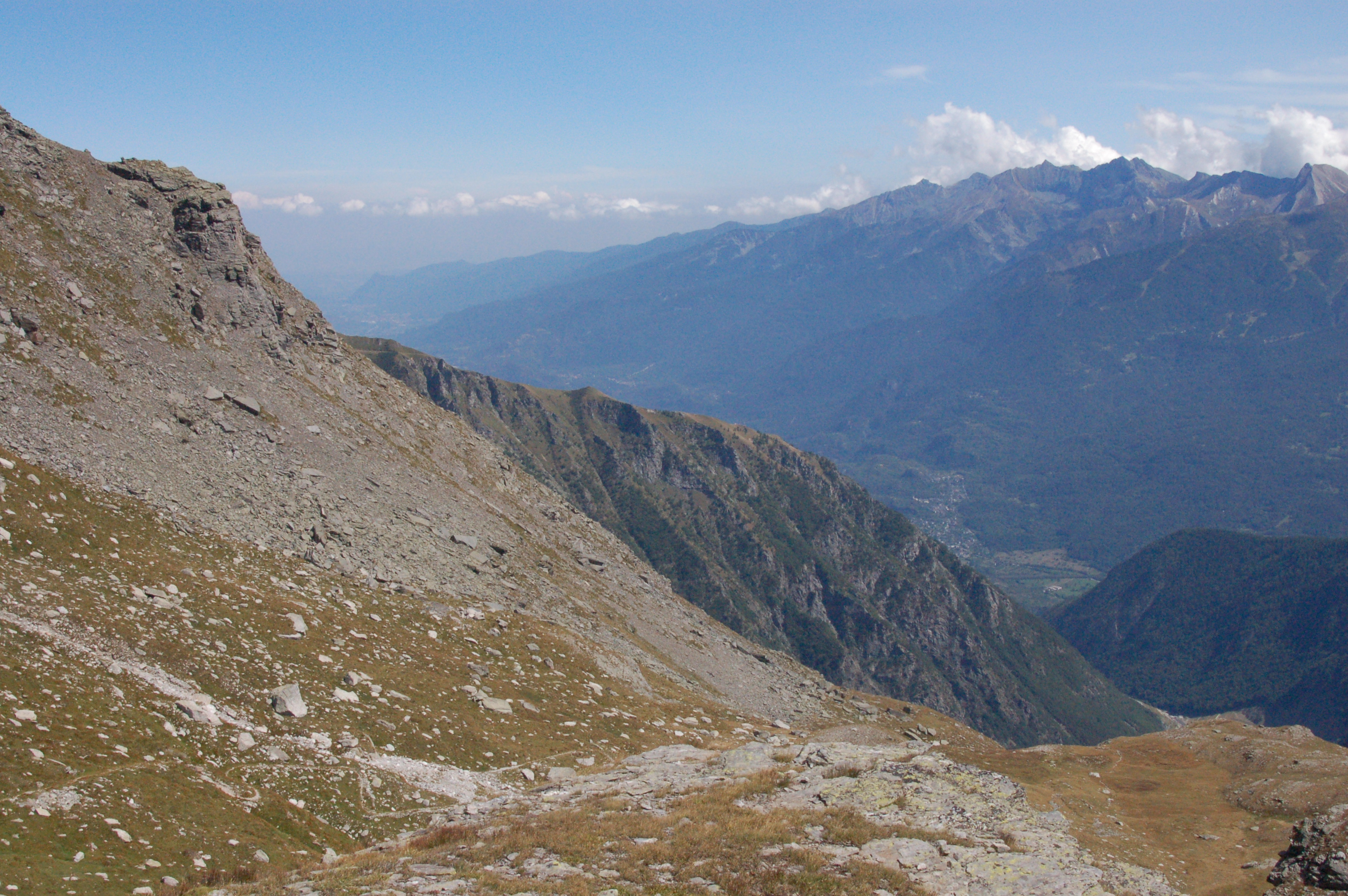
Puerto de Clapier.
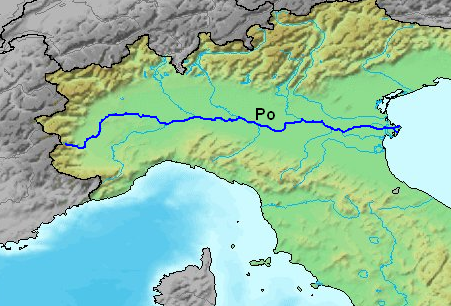
Mapa con el curso del río Po.

Este episodio ha sido representado en numerosos cuadros y dibujos, uno de ellos de Francisco de Goya. Los partidarios del Pequeño San Bernardo afirman que las nieblas que se elevan a menudo en la llanura del Po impiden verla. Sin embargo, esta planicie ha sido vista y fotografiada numerosas veces. Figura un ejemplo en el sitio web de Patrick Hunt, profesor de arqueología de la Universidad de Stanford, consagrado a la búsqueda del puerto por el que Aníbal habría pasado a Italia. Considera que el puerto de Clapier es el único que concuerda perfectamente con los textos antiguos. Polibio proporciona otro dato muy importante:

Aníbal llegó a Italia con el ejército citado antes, acampó a los pies de los Alpes, para que descansaran sus tropas [...] procuró, en primer lugar, contratar a los pueblos del territorio de Turín, pueblos situados al pie de los Alpes.

En los Alpes Septentrionales, solo el puerto de Clapier satisfaría estas dos condiciones: vista sobre la planicie del Po y de la población de los turineses. Desde que el coronel Perrin lo afirmó en 1883, numerosos autores se sumaron a esta tesis. La única excepción notable es la tesis de Gavin de Beer (publicada en 1955), la cual propone el puerto de la Traversette en los Alpes meridionales, cerca del Monte Viso (Alpes Cocios). La ruta no atravesaba el territorio de los alóbroges y su hipótesis ha sido discutida con vehemencia, pero es aceptada en Inglaterra y cuenta en su favor con el descubrimiento, en 2016, de copiosos restos de antiguos excrementos con una gran cantidad de bacterias Clostridia, asociadas con el estiércol de caballo, signos de gusanos parasitarios de los equinos y la evidencia de que el suelo había sido intensamente pisoteado por lo que podría haber sido un gran número de caballos en torno a un abrevadero natural.
Por último, hay que decir que era habitual en los historiadores antiguos imaginar discursos verosímiles atribuidos a los personajes históricos, por lo que no hay ninguna razón para creer en la absoluta autenticidad de esta escena, y en el gesto de orador que la acompaña. Ya que es posible que el episodio relatado sea una «amable» imagen de Épinal, la comparación de los diversos caminos factibles no puede conducir a una conclusión definitiva.
Según las fuentes, Aníbal perdió, en esta travesía, entre 3000 y 20 000 hombres. Los supervivientes que llegaron a Italia estaban hambrientos y muertos de frío.
Fuera cual fuese el paso elegido, la travesía de los Alpes ha sido la opción táctica más destacada en la Antigüedad. Aníbal logró atravesar las montañas a pesar de los obstáculos que planteaban el clima, el terreno, los ataques de las poblaciones locales, y la dificultad de dirigir a un ejército compuesto por soldados de distintas etnias y que hablaban en diversas lenguas.
Otra razón que hace su travesía importante es estratégica. Roma era una potencia continental y Cartago una potencia marítima. Parecía obvio que la flota cartaginesa podría atacar y desembarcar hombres en cualquier punto del sur de la península itálica o Sicilia, teniendo recursos suficientes para evitar buscar un cruce por los Alpes. Sin embargo, Aníbal atacó por tierra en abierto desafío y sorpresa para las tropas romanas. Su repentina aparición en el valle del Po después de la travesía de la Galia y el paso de los Alpes le permitió romper la forzada paz de alguna de las tribus locales con Roma, antes de que esta pudiera reaccionar contra la rebelión. La difícil marcha de Aníbal le condujo a territorio romano y a oponerse a las tentativas de sus enemigos de resolver el conflicto en territorio extranjero.

### Batalla del Tesino
Publio Cornelio Escipión, cónsul que dirigía las fuerzas romanas destinadas a interceptar a Aníbal, no esperaba que el general cartaginés intentara cruzar los Alpes. Los romanos estaban preparándose para enfrentarse a él en la península ibérica. Tras fallar Escipión en su intento de interceptarlo junto al Ródano, despachó a Hispania a su hermano Cneo con la mayor parte de su ejército consular mientras que él con un destacamento reducido, se dirigió a Pisa (Etruria), desembarcando allí y uniéndose al ejército de los pretores en la Galia, Lucio Manlio Vulsón y Cayo Atilio Serrano. Las decisiones y movimientos rápidos le permitieron llegar a Placentia a tiempo para alcanzar a Aníbal.
Tras completar el cruce de la cordillera alpina con las tropas diezmadas, y después de haber logrado someter a la tribu de los taurinos, Aníbal y su ejército avanzaron hacia el este y se encontraron con el ejército romano de la Galia junto al río Tesino. La batalla del Ticino, una simple escaramuza entre la caballería romana liderada por el cónsul Publio Cornelio Escipión y la caballería cartaginesa, puso de manifiesto por primera vez en suelo itálico las cualidades militares de Aníbal. El general púnico empleó a su caballería ligera, los númidas, para flanquear a las fuerzas romanas, mientras su caballería pesada hispana chocaba frontalmente contra los jinetes galos aliados de los romanos, los vélites y el resto de caballería italo-romana. El cónsul fue herido y salvado por un esclavo de origen ligur, aunque según otras fuentes su salvador fue su hijo de diecisiete años, Escipión, que posteriormente recibiría el sobrenombre de «el Africano» por la victoria decisiva sobre Aníbal en Zama. Tras retirarse a su campamento, los romanos abandonaron el área del Ticino y acamparon en las cercanías del río Po junto a la colonia de Placentia, en Emilia-Romaña. Gracias a la superioridad de su caballería, Aníbal había obligado a los romanos a evacuar la llanura de Lombardía.

### Batalla del Trebia

Estrategias durante la batalla del Trebia.

Antes de que la noticia de la derrota del Ticino llegara a Roma, el Senado ordenó al cónsul Tiberio Sempronio Longo traer sus tropas de Sicilia, para reunirse con Escipión y enfrentarse a Aníbal.
Aunque no constituía más que una victoria menor, el resultado del encuentro junto al Ticino incitó a los galos y a los ligures a unirse a los cartagineses, lo que aumentó el tamaño del ejército púnico a 40 000 hombres, de los cuales 14 000 eran galos. Publio Cornelio Escipión, gravemente herido y ante la deserción de algunos de los galos alistados junto a los romanos, se retiró a las tierras altas junto al río Trebia para establecer un nuevo campamento, y salvaguardar de este modo su ejército. Allí esperó la llegada del ejército consular de Tiberio Sempronio Longo, que había partido de Sicilia para reforzar a su colega.
Aníbal, gracias a sus hábiles maniobras, estaba en posición de contrarrestar a Sempronio, pues controlaba la carretera que iba de Placentia a Ariminum, que el cónsul debía seguir si quería unirse a Escipión. Aprovechando la situación, Aníbal tomó por traición Clastidium, actual Casteggio, en Lombardía —donde halló grandes cantidades de suministros para sus hombres. No obstante, este éxito no fue completo, pues, aprovechando la distracción del cartaginés, Sempronio avanzó y logró unirse a Escipión, acampado junto al río Trebia, cerca de Placentia. Apenas llegó Sempronio a la zona, su caballería tuvo una refriega favorable con los forrajeadores púnicos que le hizo ganar confianza.
El día del solsticio de invierno del 218 a. C., tras acosar su campamento con su caballería númida, Aníbal logró que sus enemigos presentasen batalla. El día antes había emboscado a su hermano Magón con efectivos de infantería y caballería en una zona arbustiva cercana a la escena de la batalla. La batalla del Trebia. tuvo su inicio cuando el ejército romano cruzó el río y chocó contra los efectivos cartagineses. La caballería púnica junto a los elefantes y los hostigadores baleares, se concentró en el acoso de las alas romanas, poniendo en fuga a la caballería enemiga. Fuertemente presionados en las alas, se vieron atacados además por la espalda por los efectivos de Magón que estaban emboscados. Rodeados por todas partes, el centro de la infantería romana consiguió abrirse paso a su frente a través de los galos e hispanos que integraban el centro de la línea cartaginesa. De este modo logró escapar una parte de los efectivos romanos. De nuevo Aníbal había logrado una importante victoria, esta vez tras enfrentarse a dos ejércitos romanos mandados por los dos cónsules.

### Batalla del Lago Trasimeno
Tras las victorias del Ticino y del Trebia, los cartagineses se retiraron a Bolonia,[cita requerida] para después continuar su marcha sobre Roma. Después de haber asegurado su posición en el norte de Italia gracias a sus victorias, Aníbal trasladó sus cuarteles de invierno al territorio de los galos, cuyo apoyo parecía estar disminuyendo. En la primavera del 217 a. C., el general cartaginés decidió establecer una base de operaciones más segura, situada al sur. Pensando que Aníbal estaba decidido a seguir avanzando sobre Roma, Cneo Servilio Gémino y Cayo Flaminio, los nuevos cónsules, movilizaron a sus ejércitos a fin de bloquear las rutas del este y del oeste, las cuales podían ser tomadas por Aníbal para marchar sobre Roma. La otra ruta que atravesaba Italia central se encontraba en la desembocadura del Arno. Este itinerario pasaba por una gran marisma que estaba sumergida más de lo habitual en ese período del año y, aunque Aníbal sabía que esta ruta era la más complicada, también era consciente de que constituía la vía más segura y más rápida hacia el centro de Italia. Como el historiador Polibio indica, los hombres de Aníbal marcharon cuatro días y tres noches sobre «una ruta que estaba bajo las aguas» y sufrieron una terrible fatiga acusada además por la falta de sueño.
El general atravesó los Apeninos y el Arno, presuntamente invadeable, sin oposición. No obstante, en los pantanos que había en las llanuras, Aníbal perdió gran parte de sus fuerzas y, al parecer, a sus últimos elefantes. A su llegada a Etruria (la actual Toscana), Aníbal decidió atraer al ejército principal romano, mandado por Flaminio, a una batalla campal, devastando ante sus propios ojos el territorio que se suponía debía proteger. Tal y como Polibio escribe:

Él [Aníbal] calculó que si rodeaba el campo e irrumpía en el territorio de más allá, Tito Quincio Flaminio (en parte por temor a los reproches populares y en parte a causa de su propia irritación) sería incapaz de soportar pasivamente la devastación del país, y le seguiría espontáneamente... ofreciéndole así ocasiones para atacarle.

Emboscada de Aníbal en el 217 a. C. en las orillas del lago Trasimeno.

Al mismo tiempo, Aníbal intentaba romper los lazos de Roma con sus aliados, mostrándoles que Flaminio era incapaz de protegerles. A pesar de ello, Flaminio permaneció en Arretium sin mover un dedo. Incapaz de arrastrar a Flaminio a una batalla, Aníbal decidió marchar con fuerza contra el flanco izquierdo de su adversario, bloqueando su retirada a Roma. Esta maniobra se reconoce como el primer movimiento envolvente de la historia.
Aníbal emprendió posteriormente la persecución de Flaminio, a través de las colinas de Etruria. El 21 de junio, le sorprendió en un desfiladero en la ribera del lago Trasimeno. En la batalla que se produjo, Aníbal destruyó completamente su ejército entre la colinas y la orilla del lago. Quince mil romanos murieron y diez mil más fueron apresados. Un grupo de cinco mil que pudo abrirse paso entre las líneas cartaginesas, fue finalmente rodeado en una colina vecina por la caballería púnica mandada por Maharbal y aceptó rendirse a cambio de su libertad. Aníbal no reconoció a su subordinado autoridad para tomar tal decisión e igualmente dejó como prisioneros a estos últimos rendidos.

### Batalla de los Pantanos de Plestia
Dos días después, prosiguió su camino hacia el este atravesando Umbría. Junto a la zona pantanosa de Plestia, existía un contingente romano de 8000 hombres venidos de la misma Roma de acuerdo a Apiano, mandados por el pretor Cayo Centenio. Ordenó a su caballería bajo mando de Maharbal dar un rodeo a la posición de bloqueo que ocupaban las tropas romanas, y entonces las atacó frontalmente con su infantería y por la espalda con sus jinetes, eliminando a esta fuerza terrestre que se oponía a su avance sobre Roma, matando además a su jefe. Polibio y Livio defienden que esta fuerza romana estaba compuesta solo por 4000 jinetes y en realidad se trataba de la caballería del ejército consular de Servilio Gémino que, desconociendo lo ocurrido en Trasimeno, la había mandado en avanzada para auxiliar a su colega Flaminio. Este número de 4000 no coincide con la caballería de un ejército consular, por lo que la posibilidad de que fuese un contingente enviado desde Roma (al igual que en 207 a. C. fueron enviadas las dos legiones urbanas a bloquear el paso del río Nar en las cercanías de Narni cuando Asdrúbal Barca se acercaba a la costa adriática), resulta verosímil.
Tras este enfrentamiento se dirigió contra Spoletium, siendo rechazado su intento de asalto junto a una de las puertas de la ciudad, que hoy día conserva el nombre de "Porta Fuga" en recuerdo de estos hechos y su torre adyacente "Torre Oleum" por suponerse que arrojaron aceite hirviendo desde ella a los atacantes. Prosiguió entonces hasta Narnia donde el puente sobre el Nar estaba cortado, y tras arrasar la comarca se dirigió hacia Piceno atravesando Umbría. Pese a su victoria, Aníbal, era consciente de que sin máquinas de asedio no podría tomar la capital, y teniendo cortado el puente para atravesar el río Nar y previsiblemente el resto de cauces que se encontrase hasta Roma, era preferible explotar su victoria desplazándose a la costa adriática de Italia, asolando territorios y campiñas y alentando una rebelión general contra el poder de la ciudad eterna. No en vano, después de Trasimeno, Aníbal había anunciado a sus prisioneros itálicos:

No he venido a luchar contra los italianos, sino a combatir a Roma en el nombre de los italianos.

Tras estas dos derrotas seguidas en Trasimeno y Plestia, los romanos decidieron nombrar a Fabio Cunctator —«el que retrasa»— como dictador. Separándose de la tradición militar romana, Fabio optó por emplear una nueva estrategia, que pasaría a la historia como la Estrategia Fabiana, que consistía en rechazar una batalla frontal contra su adversario mientras disponía varios ejércitos a su alrededor a fin de acosar a sus forrajeadores y limitar sus movimientos.

### Batalla del Ager Falernus
Tras atravesar territorio picentino, marrucino y frentano, el ejército cartaginés llegó al norte de Apulia, devastando cuanto se encontraba a su paso. A esa última zona llegó el ejército romano bajo mando de Fabio tras ser reconstruido con los efectivos del ejército consular de Servilio Gémino y con los recién alistados para sustituir a los perdidos en Trasimeno. Sin conseguir que Fabio cayera en sus provocaciones, Aníbal decidió atravesar el Samnio, tomando Telesia y llegando a Campania, una de las más ricas y fértiles regiones de Italia, con la esperanza de que la devastación del territorio presionara al dictador a entrar en batalla. Este último, no obstante, decidió continuar siguiendo a Aníbal pero sin entrar en combate con el cartaginés, cada vez más a la defensiva. A pesar de su éxito, la estrategia fabiana era muy impopular entre los romanos, que la consideraban cobarde. Aníbal entró en el distrito del Ager Falernus, situado entre Cales, el paso de Tarracina y el río Volturno. Allí comenzó su devastación pero Fabio logró bloquearle asegurando todos los pasos que permitían la salida de la región. Con el objetivo de contrarrestar el movimiento de Fabio, Aníbal engañó a los romanos con una estratagema consistente en poner teas ardiendo en los cuernos de los bueyes y lanzarlos en plena noche en estampida sobre la zona en la que pretendía que los romanos creyesen que intentaba romper el cerco. Estos acudieron a tratar de cerrar ese punto mientras él escapaba por uno de los pasos que los romanos abandonaron para acudir al lugar del engaño. Aníbal y su ejército atravesaron un desfiladero sin oposición. Estos acontecimientos constituyen la llamada batalla del Ager Falernus. De allí se dirigió hacia el norte de Apulia atravesando los Apeninos por el Samnio. El cuestionado dictador decidió continuar con su estrategia y le persiguió. Ese invierno, Aníbal estableció sus cuarteles en la región de Larino en la zona limítrofe entre el Samnio y el norte de Apulia. El exitoso modo en que Aníbal desplazó a su ejército en tan apurada situación ha sido calificado por Adrian Goldsworthy como «un movimiento clásico de la historia militar antigua que encuentra su lugar en todas las narrativas bélicas y que se ha empleado en los manuales militares ulteriores».

### Batalla de Geronio
Aníbal tomó la ciudad de Geronium y estableció allí su base de operaciones. Fabio estableció su campamento 30 kilómetros al sur, en la ciudad de Larinum, aunque fue llamado poco después a Roma para atender unos oficios religiosos.
En ausencia de Fabio, Marco Minucio Rufo, el magister equitum, asumió el mando de las tropas y decidió acercar su posición a la de los cartagineses. Estos a su vez establecieron un segundo campamento de avanzada cerca del ocupado por los romanos, mientras mantenían el que originalmente tenían en Geronio. En un osado movimiento Minucio Rufo lanzó a su caballería e infantería ligera contra las tropas púnicas que forrajeaban en la zona, mientras con su infantería pesada se acercó al campamento de avanzada cartaginés. Debido a que tenía a la mayor parte de sus tropas en las labores de recolección, Aníbal a duras penas podía contener a los legionarios que cercaban el campamento y llegaban ya a las empalizadas. Con los forrajeadores que regresaban apresuradamente al campamento cartaginés de Geronio, Asdrúbal, un subordinado de Aníbal, juntó un contingente de refuerzo de 4000 hombres y consiguió llegar a tiempo de auxiliar a Aníbal en el campamento de avanzada, obligando a los romanos a replegarse. Debido a que había dejado su campamento de Geronio sin guarnición, y que este era además donde guardaba su tren logístico, Aníbal decidió abandonar el campamento de avanzada y volver al de Geronio. El magister equitum había conseguido infligir numerosas bajas a los forrajeadores cartagineses, obligándolos además a abandonar uno de sus campamentos. Este hecho tuvo una gran repercusión en Roma. El Senado, impaciente con Fabio Máximo, cuyo prestigio había sufrido un duro golpe tras el movimiento de Aníbal en el Ager Falernus, promulgó una ley que equiparaba el rango de Minucio Rufo al del Cunctator, coexistiendo así dos dictadores por primera vez en la historia romana. A resultas de esto el ejército romano quedó dividido en dos, ejerciendo el mando de uno de ellos Fabio y del otro Minucio.
Aníbal, sabiendo dichos hechos, tendió una trampa a Minucio frente a la ciudad de Geronium. Según cuenta Plutarco, «el terreno frente a la ciudad era llano, no obstante, tenía algunas acequias y cuevas», que ocupó la noche anterior con 5000 soldados y 500 jinetes. La mañana siguiente, envió una partida de forrajeadores a la vista del campamento de Minucio, quien inmediatamente atacó con tropas ligeras. Aníbal reforzó a los escaramuzadores y lanzó entonces a la caballería, que Minucio hubo de contrarrestar con la propia. Cuando la caballería italiana fue derrotada, Minucio formó a todas sus legiones en orden de combate y descendió al valle. El general púnico esperó a que hubiera cruzado el valle y entonces dio la orden a sus tropas emboscadas, que atacaron los flancos y la retaguardia de la formación romana. El ejército de Marco Minucio se batió en retirada, perseguido por los jinetes ligeros de Numidia, y habría sido casi totalmente aniquilado de no ser por la intervención de Fabio Máximo quien con la aparición de su ejército, puso en fuga a los púnicos. Tras la batalla de Geronium, Minucio renunció a su cargo y puso sus legiones bajo el mando del «escudo de Roma». Finalizados los seis meses de Dictadura de Fabio, el ejército romano pasó de nuevo a manos del cónsul Servilio Gémino y del cónsul sufecto Marco Atilio Régulo, nombrado en sustitución del fallecido Flaminio. Estos prosiguieron con la estrategia fabiana los escasos dos meses que quedaban hasta agotar su mandato y ya en calidad de procónsules, durante los primeros meses del siguiente consulado de 216 a. C. mientras los nuevos cónsules elegidos por los ciudadanos romanos, Lucio Emilio Paulo y Cayo Terencio Varrón, reclutaban tropas y despachaban asuntos en Roma.

### Cannas y sus consecuencias

Aniquilamiento del ejército romano en Cannas, en el año 215 a. C. (Academia militar de West Point).

Aníbal, que no tenía intención de atacar Roma en un primer momento, pretendía saquear los territorios de Apulia. En la primavera del 216 a. C., el general emprendió la iniciativa de atacar el importante depósito de suministros de Cannas. Mediante esta acción, se situaba entre los ejércitos romanos y su principal fuente de víveres. Confiados en la victoria, los nuevos cónsules incrementaron el ejército hasta un total de aproximadamente 100 000 hombres, el más numeroso de su historia. Los cónsules renunciaban así a la lenta pero eficaz táctica de evitar el conflicto, optando por un choque frontal.
La batalla, considerada como la obra táctica maestra de Aníbal, se libró finalmente el 2 de agosto del 216 a. C., sobre la ribera izquierda del río Ofanto (sur de Italia). Desde que tomaron el mando los dos cónsules, decidieron alternar diariamente el mando del ejército. Varrón, comandante de las fuerzas ese día, estaba decidido a vencer a Aníbal. A la cabeza de 50 000 hombres, el general cartaginés se aprovechó del ímpetu de los romanos, y lo condujo a una trampa en la que aniquiló a su ejército. Aníbal envolvió a los romanos, reduciendo el área del campo de batalla y eliminando así su ventaja numérica. Colocó el centro de su infantería hispana y gala en un semicírculo convexo, poniendo en las alas a su infantería africana. Contigua a esta puso en su flanco izquierdo junto al río Ofanto a 6000 jinetes de la caballería pesada hispano-gala bajo mando de Asdrúbal y en el derecho a unos 4000 jinetes númidas mandados por Maharbal. En el ala derecha romana se situaron los 2000 jinetes de la caballería romana bajo mando de Emilio Paulo y en la izquierda los 4500 de la itálica bajo mando de Varrón. El combate se inició con la derrota junto al río de la caballería romana de Emilio Paulo. Mientras, las legiones romanas, que se extendían sobre aproximadamente un kilómetro y medio del terreno, se lanzaron contra el centro del ejército púnico, que fue retrocediendo de manera controlada cambiando su forma convexa a una cóncava en forma de "U", encerrando a los legionarios en su interior. La caballería de Asdrúbal —que no debe confundirse con Asdrúbal Barca—, situada en el flanco izquierdo, tras eliminar a sus oponentes romanos, rodeó por la espalda a las tropas romanas y atacó a la caballería de Varrón, que hasta ese momento había permanecido en un combate equilibrado contra la caballería númida. Esta maniobra puso en fuga a la caballería itálica que fue inmediatamente perseguida por los númidas, dejando de este modo solos a los infantes romanos. Aprovechando además que en ese momento se desató viento polvoriento de cara contra el frente romano, que les impedía ver la situación, Aníbal ordenó a su infantería africana de las alas que girasen 90.º para encerrar los flancos de los romanos. Por la espalda la caballería pesada hispano gala completó el cerco. El ejército romano estaba encerrado, comenzando entonces una masacre de los legionarios, que supondría su casi total aniquilación.

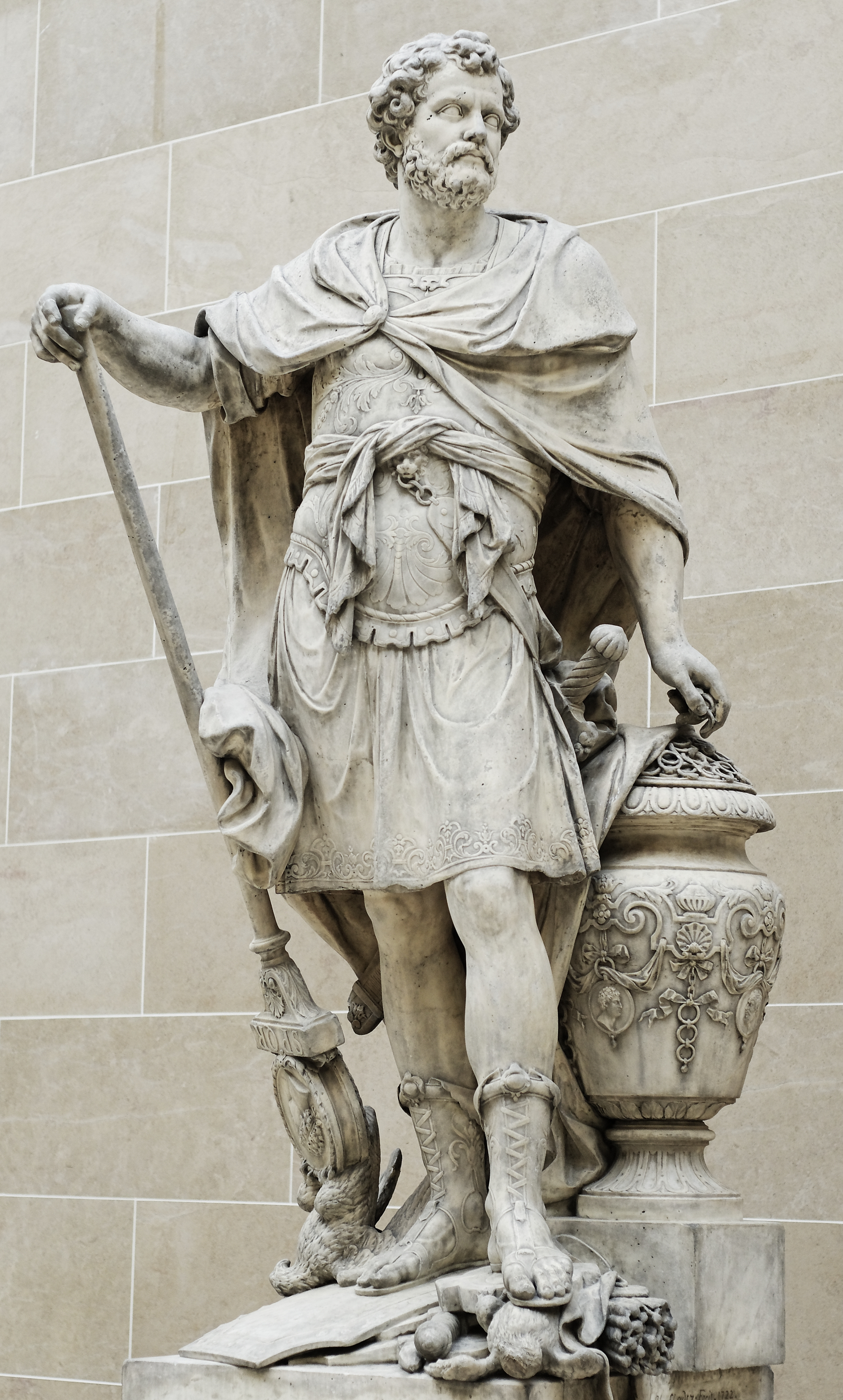
Aníbal contando los anillos de los caballeros romanos caídos en la batalla de Cannas (216 a. C.). Mármol de 1704 esculpido por Sébastien Slodtz, que actualmente se expone en el Museo del Louvre.

Cuando terminó la batalla, Aníbal recuperó los anillos de los cadáveres de los equites romanos que habían perecido en combate. Con ellos pudo proporcionar al gobierno cartaginés la prueba irrefutable de su victoria en Cannas.
Gracias a su brillante táctica, Aníbal, a pesar de su inferioridad numérica, aniquiló las fuerzas romanas casi por completo. La batalla de Cannas ha sido considerada como la derrota más desastrosa de Roma hasta esa fecha. Las pérdidas romanas se estiman entre 25 000 y 70 000 hombres. Entre los muertos figuraban el cónsul Lucio Emilio Paulo, dos excónsules, dos cuestores, 29-48 tribunos militares y 80 senadores (25-30 % del total de sus miembros). Además, 10 000 soldados romanos fueron capturados por Aníbal. La batalla de Cannas ha sido una de las más sangrientas de la historia por la cantidad de muertos en un solo día. El ejército cartaginés solo hubo de lamentar 6000 bajas.
La victoria de Aníbal se explica, no solo por las tácticas empleadas durante la batalla, sino también por la habilidad psicológica del cartaginés, que se aprovechó de los errores de sus oponentes. Este conocimiento se debe tanto a su padre como por la obsesión de Aníbal de vencer a Roma. Aníbal provocó a los cónsules, que cayeron en varias ocasiones en sus trampas, como en el caso del lago Trasimeno, por sus deseos de lograr una victoria antes de finalizar su mandato. Para idear sus estrategias, Aníbal debía gozar de un detallado conocimiento de las instituciones romanas y de la ambición de los políticos republicanos. Para ello resultaba inestimable la ayuda de los espías púnicos, a menudo camuflados bajo la apariencia de simples comerciantes.
Después de Cannas, los romanos ya no se mostraban tan decididos a enfrentarse directamente a Aníbal, y preferían volver a la estrategia de Fabio Máximo: buscar la derrota del adversario mediante una guerra de desgaste basada en su ventaja numérica y su rápido acceso a los suministros. No es cierto que como opinan algunos autores, Aníbal y Roma no volvieran a enfrentarse en batalla campal en territorio italiano hasta el final de la guerra. Hubo generales romanos que sí se atrevieron a luchar, con desigual suerte, en batalla campal contra los cartagineses. Roma se negó a rendirse o a negociar un armisticio y volvió al reclutamiento de nuevas tropas para continuar la guerra.
La gran victoria cartaginesa hizo que numerosos pueblos en el sur de Italia decidieran unirse a la causa de Aníbal. Tal y como escribe Tito Livio, «el desastre de Cannas fue el más grave del que se tenían precedentes, e hizo que la fidelidad de los aliados, que hasta ahora se había mantenido firme, comenzara a tambalearse, sin ninguna razón seguramente, más allá de que perdían la confianza en el Imperio». Dos años después, las ciudades griegas de Sicilia se rebelaron contra el control político romano y el rey de Macedonia, Filipo V, firmó en 215 a. C. una alianza con Aníbal, provocando el estallido de la primera guerra macedónica. Además, Aníbal forjó una alianza con el nuevo rey de Siracusa, Jerónimo.
Se ha afirmado a menudo que si Aníbal hubiera recibido el equipo necesario procedente de Cartago, habría encabezado un ataque directo contra Roma. Sin embargo, se contentó con hostigar las fortalezas que se le resistían enconadamente y, a pesar de todo, solo consiguió la defección de algunos territorios italianos como Capua, la segunda ciudad de Italia, que los cartagineses convirtieron en su nueva base. De las ciudades italianas que Aníbal esperaba que se le unieran, solo un pequeño número consintió en hacerlo. Según J. F. Lazenby, el que Aníbal no atacara la ciudad no se debió a la falta de equipamiento, sino a lo precario de su capacidad de abastecimiento debido a que Roma había acabado con estas con su superioridad marítima, Aníbal no tenía comunicaciones por mar y a la inestabilidad de su propia situación política.
Las intenciones de Aníbal, además de retomar Sicilia, pasaban por la destrucción de Roma no tanto como ciudad sino como entidad política, de ahí su negativa a tomar la ciudad tras la batalla de Cannas y la famosa frase atribuida a su jefe de caballería, el númida Maharbal:

(...) Tum Maharbal: 'non omnia eidem di dedere; vincere scis, Hannibal, victoria uti nescis'.

Respondió Maharbal: 'Los dioses no han concedido al mismo hombre todos sus dones; sabes vencer, Aníbal, pero no sabes aprovecharte de la victoria'.

Aníbal utilizó sus victorias para tratar de atraer a su causa a las ciudades sometidas a Roma. Los prisioneros, por ejemplo, eran divididos en dos grupos. Los ciudadanos romanos —que eran reducidos a la esclavitud o empleados para intercambiar prisioneros—, y los ciudadanos latinos o aliados, a los que se permitía regresar a sus casas.
Muchos pueblos de la Italia central y meridional se apresuraron a unirse con Cartago. En el 216 a. C., Brucio, la actual Calabria, cambió de bando, así como Lokroi Epizephyrioi (actual Locri o Locris Epizefiria) y Crotona en el 215 a. C. En el 212 a. C. se produjeron las rebeliones de Metaponto en el Golfo de Tarento, Turios, cerca de Síbaris, y de Tarento, en Apulia. Estas ciudades se unían así a los galos de la Cisalpina y a Capua. Latinos, etruscos, picentinos, marsios, sabinos, pelignos, marrucinos, frentanos y umbros se mantuvieron fieles a Roma durante toda la guerra, si bien algunos de ellos debieron permanecer vigilados durante algunos periodos.
Hay que precisar que Aníbal tuvo la habilidad de proponer un sistema de alianza menos vinculante que el modelo romano, que permitía a los distintos pueblos mantener un conjunto de derechos. El modelo romano se tornaba excesivamente opresivo en materia económica y reducía la participación de los nativos en la administración pública.
Al contrario que los romanos, Aníbal se inspiró en el modelo griego, es decir, en el pensamiento de una ciudad homogénea que garantizaba la seguridad de sus aliados, a los que concedía una especie de libertad. Buscando la aceptación de su sistema, Aníbal escribió un discurso alabando la libertad de los griegos. Esta idea, defendida en su época por Antígono I Monóftalmos, debía proceder de Filipo V de Macedonia, con quien concluyó una alianza en 215 a. C. Gracias a ello, el conquistador cartaginés hizo que a ojos de ciertos griegos de Sicilia y del sur de Italia (Magna Grecia), los romanos fueran vistos como bárbaros.
A partir de 215 a. C., los romanos volvieron a emplear la estrategia de Fabio Cunctator y procuraron evitar enfrentarse a Aníbal en batalla campal. Aumentaron sus efectivos a través de una política de enrolamiento de esclavos y de jóvenes de menos de diecisiete años. Los romanos comprendieron hasta qué punto era necesario encaminar una ofensiva sobre el terreno político e ideológico. Bajo la dirección de un senador especializado en las letras griegas, Quinto Fabio Píctor, se escribió una historia de Roma antipúnica. En la obra de Píctor, Aníbal y los cartagineses son descritos como hombres indignos de confianza, impíos y crueles. En contraste, se presenta a los romanos como hombres fieles a sus acuerdos, píos y tolerantes. De este modo se puso en marcha la definición de la «costumbre de los ancestros», el mos maiorum, que pasó a ser la norma moral de referencia a finales de la República de Roma.

### «Delicias de Capua»
Poco después de la batalla del Lago Trasimeno en el 217 a. C., Aníbal hizo liberar a tres caballeros de Capua que, poco tiempo después, le propusieron tomar posesión de la ciudad. Aníbal pasó mucho tiempo tratando de ganarse la confianza de los notables de la ciudad, que logró obtener tras el término de la batalla de Cannas. La ciudad (hoy en día conocida con el nombre de Santa María Capua Vetere) «ofreció a los soldados cartagineses numerosos placeres que ablandarían sus fuerzas». En cualquier caso, el sentido de la famosa expresión «Delicias de Capua», puede no corresponderse a la realidad. Una reconstrucción pormenorizada de los hechos narrados por Livio desde la batalla de Cannas hasta la caída de Casilino, demuestra que no hubo tiempo material para que su ejército se acomodase. En los tres meses desde la batalla hasta el inicio de operaciones en Casilino, Aníbal se hizo cargo de las localidades del norte de Apulia que se pasaron a su bando dejando guarniciones; atacó con su caballería Canusio; marchó a aceptar la desafección de Compsa (Hirpinos) donde también dejó hombres; dividió su ejército dándole una parte a Magón que se encaminó al sur; avanzó hasta Campania donde se dirigió contra Neápolis, sin conseguir que la ciudad cambiase de bando. De allí se fue a Capua donde firmó la alianza con sus dirigentes, consumándose así el cambio de bando de la ciudad. Tras esto volvió a acercarse a Neápolis sin éxito, marchando entonces a Nola donde no consiguió que se pasasen de bando al llegar Marcelo con tropas. Por tercera vez volvió a ir a Neápolis, sin conseguir su deserción. Entonces sitió y tomó la cercana población de Nuceria desde donde retornó a Nola. Se enfrentó allí en la primera batalla de Nola con Marcelo sin éxito, dejando el área con dirección a Acerra, la cual fue abandonada por su población y destruida por los púnicos. Se dirigió entonces a Casilino, situada sobre el río Volturno, donde había llegado el ejército del dictador Marco Junio Pera.
Una vez en Casilino, asaltó de noche el campamento romano y logró que estos huyeran. Al alejarlos de la zona, pudo iniciar el asedio de la ciudad. Tras varios asaltos fallidos cercó la población y comenzó el sitio. La capitulación de la misma coincidió con la marcha del Dictador a Roma para celebrar las elecciones consulares, algo que solía tener lugar a finales del mes de enero, lo que significa que el sitio duró alrededor de dos meses. En este periodo se conoce que el grueso del ejército cartaginés marchó a invernar a su campamento del Monte Tifata. Este campamento estaba situado a unos 3 km de la ciudad de Capua. Es muy difícil que el escaso margen de tiempo que tuvo para descansar (no mucho más de dos semanas), hiciese que su ejército se acomodase, al menos hasta la fecha de la caída de Casilino. Tras esto Aníbal en persona se dirigió al Brucio junto al ejército que dirigía Hannón, para iniciar el asedio de la ciudad de Petelia. La siguiente mención a operaciones militares del ejército de Aníbal tiene lugar ya durante 215 a. C. cuando sale desde Capua hasta la vecina ciudad de Cumas en persecución del ejército del cónsul Tiberio Sempronio Graco. Este último inició sus operaciones cuando llegó desde Roma a Sinuesa con 25 000 soldados aliados, que junto al ejército con el que Pera acabó la campaña, de otros 25 000 soldados, permitió formar dos ejércitos consulares, uno para el propio Graco y otro para el cónsul sufecto, Fabio Máximo. Es de reseñar que Fabio estacionó a sus hombres en Cales mientras el ejército de Graco permanecía en Sinuesa, cerrando uno por la vía Apia en la costa y el otro por la vía Latina, una posible entrada de Aníbal al Lacio a través del ya para él conocido Ager Falernus ahora que Casilino estaba en manos cartaginesas y tenía por tanto asegurado un punto de paso del río Volturno y de este modo una eventual retirada hacia Campania. Por rápida que fuese la toma de posesión de los nuevos cónsules en los idus de marzo, y sin olvidar que al cónsul electo Marcelo participó en la rotación de tropas que llevó a los veteranos de Cannas a Sicilia, y que se le hizo renunciar en favor de Fabio Máximo, lo que sin duda causó demoras adicionales, sumado a la llegada de los contingentes de aliados a Roma, el tiempo en viajar de Graco desde Roma hasta Sinuesa (donde invernó el ejército de Pera), así como el cruce del río Volturno por la costa para entrar en Campania y la operación contra los campanos en Hamae, difícilmente pudo estar en Cumas antes de finales de abril. Esto supone que Aníbal permaneció en los alrededores de Capua desde la caída de Casilino a finales de enero hasta este momento. Unos tres meses inactivo de los que el primer mes y medio corresponde con el final del invierno. Y es probablemente a este periodo en unos momentos clave de la guerra a lo que los romanos llamaron "las Delicias de Capua". Pero no es menos cierto que a los dos ejércitos romanos ya presentes en la zona, el de Pera y el de Marcelo, tampoco se les conoce operaciones en este tiempo, por lo que el parón tampoco puede verse como algo excepcional. Estas "delicias de Capua" parecen más bien un intento de la propaganda romana por desprestigiar tanto a Aníbal como a la traidora Capua, ciudad que con esta idea aparecía como un nido de frivolidad y perversión, de manera que se asociase la desafección a Roma con el vicio y la lealtad como sinónimo de virtud.
Es posible que si Aníbal llegó a contemporizar en Capua, fuese porque esperaba una total desintegración de la confederación italiana, así como nuevas alianzas que le permitiesen destruirla.

### Batalla de Cumas
Mientras, en el plano militar, nada más comenzar la campaña de 215 a. C., en Hamae (Campania), un ejército de sus aliados campanos fue sorprendido en su campamento por un ataque nocturno del ejército consular de Tiberio Sempronio Graco, teniendo fuertes bajas. Aníbal, situado en ese momento en su campamento del monte Tifata junto a Capua, salió en persecución de los romanos que se refugiaron en la cercana ciudad costera de Cumas. Ante la falta de medios de asedio, Aníbal ordenó retornar a Capua para traerlos. Con ellos armó una torre de asalto con la intención de atacar y tomar la ciudad. Los romanos por su parte iniciaron la construcción de una torre sobre los muros para ayudar a defenderse de la amenaza púnica. Durante la aproximación a los muros de la ciudad, los defensores desde su torre lograron incendiar la torre cartaginesa y durante la huida de sus ocupantes, realizaron una salida que les causó bajas. Aníbal trató al día siguiente de enfrentarse al ejército consular formando a sus hombres para la batalla, pero Graco permaneció en sus posiciones dentro de los muros de la población. Finalmente el general cartaginés abandonó el sitio retornando a su campamento del Monte Tifata.
El tratado firmado en 215 a. C. por Aníbal y el rey Filipo V de Macedonia, fue descubierto por los romanos al capturar en aguas del Adriático una de las embajadas destinadas a concretarlo. Esto suponía la apertura de un nuevo frente para las muy desgastadas armas de Roma, que mandaron al Salentino una flota de refuerzo de veinticinco naves y una legión en previsión de lo que pudiera ocurrir.

### 2.ª Batalla de Nola
Las fuerzas cartaginesas en Italia recibieron de Cartago el envío de 4000 jinetes y 40 elefantes, traídos por Bomílcar. Poco después el general cartaginés, recibió las quejas de sus aliados samnitas e hirpinos de que Marco Claudio Marcelo operando desde Nola, realizaba frecuentes saqueos en sus territorios por lo que le instaban a actuar en su defensa. Estos hechos le hicieron intentar nuevamente la toma de Nola, defendida al igual que unos meses antes, por el ahora procónsul Marcelo. Para ello ordenó a su subordinado Hanón que le trajera desde el Brucio los elefantes recién llegados. Con sus tropas en los alrededores de la ciudad, se produce una primera refriega interrumpida por la lluvia apenas comenzada. Al tercer día de su llegada y aprovechando que una buena parte de las tropas cartaginesas estaban forrajeando, Marcelo saca a sus hombres presentando batalla y se dirige contra el campamento púnico. Aníbal ordena salir a sus hombres disponibles y retornar a los que se hallan dispersos. Ambos ejércitos se enfrentan en la segunda batalla de Nola, saliendo de nuevo mal parado el ejército cartaginés, que se ve obligado a replegarse a su campamento perdiendo hombres y varios elefantes. Al día siguiente desertará un grupo de jinetes númidas e hispanos de la caballería cartaginesa. Aníbal abandona la zona y se dirige a Apulia.
Durante ese verano los púnicos enviaron una expedición a la isla de Cerdeña a apoyar la rebelión que tribus locales habían iniciado contra los romanos, pero al poco de desembarcar, y gracias a la llegada de refuerzos desde Roma, son derrotados en dos batallas consecutivas en Carales y Cornus.

### Tercera batalla de Nola
En la campaña del año siguiente, 214 a. C., el general cartaginés saquea las campiñas cercanas a Cumas y se dirige sin éxito contra la ciudad portuaria de Puteoli, también en Campania. Tras esto vuelve a intentar tomar Nola y mantiene con Marcelo la tercera batalla de Nola, volviendo a ser rechazado hasta su campamento. Al día siguiente rehúsa volver a enfrentarse a los romanos que han formado junto a la ciudad. Tras este fracaso, decide cambiar de zona de operaciones y se dirige al Salentino. Esto es aprovechado por ambos cónsules, que una vez alejado Aníbal de Campania, logran recuperar Casilino.

### Guerra en Sicilia
Paralelamente, los cartagineses pusieron su mirada en Sicilia, isla que constituía un objetivo prioritario desde su derrota en la primera guerra púnica. El joven tirano de Siracusa, Jerónimo, recién ascendido al poder tras la muerte del rey Hierón II, abandonó la alianza romana en 214 a. C.
A mediados de año, después de las convulsiones sucesorias habidas, que acaban con el asesinato de Jerónimo y de varios de sus familiares, se hacen con el poder dos agentes cartagineses, Hipócrates y Epícides. El reino de Siracusa se alió abiertamente con Cartago, obligando a Roma a desviar medios del teatro principal de guerra en la península itálica. Los romanos, bajo la dirección del cónsul Marco Claudio Marcelo, desplazaron un ejército consular desde Campania a la isla para enfrentar la situación junto al ejército desterrado de Cannas el año anterior ya presente en la isla desde la primavera de 215 a. C. Marcelo inicia el sitio de Siracusa tras fracasar en su intento de tomarla al asalto. Los cartagineses a su vez enviaron tropas a la isla bajo mando de Himilcón Fameas, desembarcando 20 000 infantes, 3000 jinetes y 12 elefantes. Las ciudades de Heraclea Minoa y de Agrigento, situadas junto al área de desembarco púnico, aceptaron la alianza con los cartagineses quienes con su ejército se dirigieron a Siracusa a tratar, sin éxito, de liberarla del sitio.

### Operaciones en Iliria
A mediados de ese mismo año 214 a. C., Filipo V inició sus operaciones contra Iliria, ocupando la población de Orico donde dejó una guarnición. Tras esto se dirigió contra Apolonia donde fijó su campamento e inició el asedio de la ciudad. Los romanos enviaron allí al pretor Marco Valerio Levino con la flota y la legión que tenía en el Salentino para contrarrestarlo. Una vez desembarcados, lograron reconquistar Orico rápidamente, dirigiéndose a auxiliar a la cercada Apolonia en la que consiguieron entrar sin ser detectados. Tras un ataque sorpresa nocturno, la batalla de Apolonia, tomaron el campamento enemigo destruyendo la maquinaria de asedio, y obligaron a replegarse a su territorio por tierra a los macedonios, abandonando su flota de birremes junto al río.

### Campaña del año 213 a.C.
En 213 a. C., fueron nombrados cónsules Tiberio Sempronio Graco y Quinto Fabio, hijo de Fabio Máximo. Este último se hizo con el control del ejército consular que tuviera el año anterior su padre y se acercó hasta la ciudad de Arpi en Apulia. Aprovechando una noche de lluvia las tropas romanas lograron escalar los muros y penetrar en la ciudad donde resistían un numeroso grupo de habitantes y una fuerte guarnición cartaginesa. Los defensores arpinos desertaron junto a un grupo de hispanos del contingente púnico. Se acordó permitir la evacuación de la guarnición cartaginesa hasta la cercana ciudad de Salapia, donde se reincorporaron al ejército de Aníbal.
En la Galia, el nuevo pretor Publio Sempronio Tuditano, logró tomar la ciudad de Atrinum.
El general cartaginés centró sus operaciones a partir del verano en la comarca del Salentino, logrando conquistar una buena parte del mismo.
En Lucania, el cónsul Graco logró tomar algunas pequeñas localidades, teniendo algunos combates de carácter menor.
Mientras, en el Brucio, y ante las salidas de saqueo que el ejército de Graco hacía desde Lucania, las localidades de Cosentia y Thurii, hasta ese momento en manos púnicas, se rebelaron y volvieron al bando romano. En una de estas salidas de rapiña, el subordinado de Aníbal, Hanón, sorprendió a las partidas de forrajeo itálicas del ejército de Graco, matando o capturando a cerca de 15 000 hombres incluido el apresamiento del prefecto aliado que mandaba esas tropas, Tito Pomponio Veyentano.
En Sicilia algunas localidades como Murgantia se pasaron al bando cartaginés, lo que hizo que los romanos masacraran la población de Enna como escarmiento para evitar nuevas deserciones.
En Roma existían rehenes de las ciudades de Tarento y Thurii en un régimen de libertad vigilada. Estos intentaron fugarse de la ciudad siendo apresados antes de que lograran llegar a Campania. Tras su retorno a Roma fueron ajusticiados lo que provocó que en sus respectivas ciudades se levantase un sentimiento antirromano. Esto provocó que un par de nobles tarentinos ofreciesen a Aníbal una traición para cambiar de bando la ciudad. Era ya el final de la campaña de ese año y el general cartaginés ayudado por el ataque contra los centinelas de dos puertas de la ciudad realizado por los traidores, logró tomar Tarento en un ataque nocturno excepto su ciudadela en la primera batalla de Tarento. Esta presencia romana obligó a construir obras defensivas y a dejar una guarnición a los cartagineses.

### Campaña del año 212 a.C.
Durante 212 a. C. los cartagineses iniciaron sus operaciones en Lucania, donde tras la rebelión de diversas poblaciones a su favor, consiguieron tender una emboscada a la comitiva del procónsul romano Tiberio Sempronio Graco, dándole muerte. Mientras, los cónsules romanos Apio Claudio Pulcro y Quinto Fulvio Flaco capturaron un campamento púnico cercano a Benevento. Tras esto, realizaron un primer intento de cercar la rebelde ciudad de Capua, siendo frustrado por la llegada de Aníbal en la primera batalla de Capua. La muerte de Graco provocó la deserción de parte de las tropas de esclavos manumitidos de su ejército, lo que obligó a que el cónsul Apio Claudio acudiese a la zona para mantener la presencia romana. Allí fue relevado por Marco Centenio Pénula quien con nuevos refuerzos encabezó el ejército romano en esa área mientras el cónsul regresaba a Campania. Tras el éxito en Capua, el general cartaginés, desplazó sus operaciones a Lucania, donde logró tomar varias poblaciones en el norte de la misma, derrotando en la batalla del Silaro al pretor Marco Centenio Pénula destruyendo su ejército. Aníbal prosiguió su ofensiva dirigiéndose al norte de Apulia, donde sorprendió y aniquiló al ejército del pretor Cneo Fulvio Flaco en la primera1.ª batalla de Herdonea. Antes de acabar el año su ejército marchó al sur fracasando en la toma de la ciudadela de Tarento y de la ciudad de Bríndisi, en un intento de dominar completamente el Salentino. Esta región era clave para facilitar la llegada de un ejército macedonio desde Iliria.
A final de año, y mientras el ejército púnico andaba ocupado en las operaciones anteriores, con la ayuda del pretor en Suessula, Cayo Claudio Nerón, los dos cónsules romanos logran finalmente completar el cerco de la capital campana iniciando un largo sitio. Este hecho coincide con la caída de Siracusa en la isla de Sicilia, tras dos años de asedio. Marcelo logró tomar por asalto una parte de la ciudad, consiguiendo completar la toma gracias a una traición de una parte de su guarnición.
Por esa época, aprovechando que los cartagineses enviaron parte de su contingente en Hispania a luchar al norte de África contra el rey de Numidia Sifax, los romanos trataron de contraatacar en la península ibérica dirigidos por Publio Cornelio Escipión y su hermano Cneo Cornelio Escipión Calvo (procónsules del ejército romano en Hispania en el periodo 217 - 211 a. C.). Habían logrado dominar el Levante peninsular tomando Sagunto en el año 212 a. C. Sus tropas operaban en la Oretania cuando tras el regreso desde África de Asdrúbal Barca, ambos generales murieron en dos batallas consecutivas sucedidas en Cástulo e Ilorci a comienzos del año 211 a. C. Este hecho supuso el repliegue romano hasta el río Ebro y la posibilidad de que Asdrúbal, el hermano de Aníbal, pudiese emprender otra expedición a Italia. Esto obligaba a que Roma enviase refuerzos urgentemente a Hispania para tratar de impedir esta opción.

### Campaña de 211 a.C.Hannibal ad portas. Inflexión en la guerra
Con Lucania casi en su totalidad en la órbita púnica al igual que la mayor parte del territorio de Hispania al sur del río Ebro que les separaba de los escasos defensores romanos supervivientes en esas tierras, la ciudad de Tarento en su poder excepto su ciudadela, las ciudades griegas de la Magna Grecia en el lado cartaginés, Capua cercada y el reino de Siracusa en manos romanas, daba comienzo la campaña del año 211 a. C.
Tras la elección de nuevos cónsules en Roma y la prórroga de su mando como procónsules al frente de los ejércitos que sitiaban la capital campana de los cónsules del año anterior, se produjo entonces el fallido intento de Aníbal de auxiliar Capua a comienzos de la primavera de 211 a. C. en la segunda batalla de Capua. Durante el mismo, el procónsul romano Apio Claudio resultó gravemente herido. Inmediatamente después de este combate, Aníbal realizó una incursión con su ejército sobre la misma Roma. Su intención era atraer a los ejércitos romanos que sitiaban Capua, para ir a defender su capital, Roma. Pero estos solo desplazaron en su socorro 15 000 hombres bajo mando del procónsul Quinto Fulvio Flaco, del total de los que cercaban Capua, persistiendo con los demás, bajo mando de Apio Claudio, en el sitio a la capital campana. En el curso de la penetración sobre la Ciudad Eterna, asoló las campiñas y localidades por las que pasó además del templo de Lucus Feroniae y, una vez en las cercanías de Roma, se acercó con su caballería hasta los muros de la ciudad, llegando a tener una refriega con la caballería romana. La presencia del ejército cartaginés acampado junto al río Anio a tres millas de las murallas, sembró el pánico entre la población, acuñándose la famosa frase Hannibal ad portas. La infantería romana llegó a formar para dar batalla, pero finalmente el combate no se produjo y Aníbal optó por retirarse. Durante su regreso a Campania, fue perseguido por el ejército de socorro romano que le atacó con éxito durante el vadeo del río Anio, recuperando parte del botín logrado en los saqueos. Al quinto día de abandonar Roma realizó un ataque sorpresa nocturno contra el campamento de sus perseguidores, sin lograr conducirlos a la emboscada que planeó. Al no haber podido destruir este contingente desistió de volver a Capua y se encaminó al norte de Apulia. Estos hechos ocurridos junto a la capital enemiga coincidieron con el envío del primer contingente de refuerzo romano a Hispania tras el desastre de los Escipiones. En el verano de 211 a. C. la ciudad de Capua se rindió finalmente al procónsul Quinto Fulvio Flaco, al igual que las cercanas Atella y Calatia. La victoria romana en Campania les permitió reducir notablemente los efectivos movilizados de los tres ejércitos allí presentes, aunque una parte de ellos fue desviada a Hispania inmediatamente (a mitad de 211 a. C.) con el nuevo propretor enviado al territorio, Cayo Claudio Nerón.
El resto de la campaña Aníbal prosiguió en el norte de Apulia vigilado por los dos ejércitos consulares de los dos nuevos cónsules, Cneo Fulvio Centumalo y Publio Sulpicio Galba Máximo. Invernó en Lucania, tras lo cual reconquistó la localidad de Tisia, junto a Regio, que se había pasado al bando romano.
En Sicilia entretanto había llegado un contingente de caballería púnico enviado por Aníbal, a cuyo frente estaba un subordinado suyo de origen númida llamado Mutines. La eficacia de este cabecilla despertó el recelo del general cartaginés Hanón, jefe de las fuerzas púnicas en la isla, quien decidió relegar a los númidas a segundo plano. Marco Claudio Marcelo trató de forzar un encuentro decisivo para destruir los restos de las fuerzas enemigas en la isla. El enfrentamiento se produjo junto al río Himera, en el centro de Sicilia, y gracias a las rencillas internas en el bando cartaginés, los númidas se retiraron y no tomaron parte en el combate, facilitando la destrucción del ejército cartaginés y el de sus aliados siracusanos, obligando a los escasos supervivientes a refugiarse en su último bastión en Agrigento. Tras esto y siendo ya verano, Marcelo regresó a Italia llegando en su sustitución el pretor Marco Cornelio Dolabella. Este se encontró con el motín de las tropas del ejército de Marcelo que deseaban regresar a Italia junto a su jefe. Aprovechando estas circunstancias, desde Cartago se envió un contingente de 8000 hombres, logrando de ese modo mantener viva la guerra en la isla.
Ante los avances de Filipo V en Grecia, los romanos decidieron aliarse en 211 a. C. con la Liga Etolia para hacer frente al rey macedonio. Este trataba de aprovecharse de la situación en Italia para conquistar Iliria. Atacado por varios frentes, el joven rey fue rápidamente neutralizado por Roma y sus aliados griegos. El acuerdo con la Liga Etolia permitió igualmente replegar la legión romana que operaba allí al inicio de la campaña del año siguiente.
A finales de 211 a. C. o comienzos de 210 a. C., llegó a Hispania como nuevo comandante del contingente romano junto a nuevos refuerzos Escipión el Africano, hijo y sobrino de los anteriores procónsules fallecidos a comienzos de 211 a. C., y junto a él, el pretor Marco Junio Silano, que relevó a Nerón en el puesto.
Aníbal tenía a comienzos de la campaña de 211 a. C. unas circunstancias netamente favorables. En Hispania el ejército romano había sido casi aniquilado y los procónsules que lo mandaban muertos. El año anterior (212 a. C.) había logrado tomar el control de casi toda la Magna Grecia con la captura de Turios, Metaponto y Heraclea y de buena parte de Lucania, destruyendo dos ejércitos romanos al completo. Roma estaba económicamente ahogada y con graves dificultades de reclutamiento tras sus últimos reveses, lo que había retrasado el alistamiento del año anterior. En la contrabalanza, en Sicilia las cosas se inclinaban del lado romano con la caída de Siracusa y Capua había sido cercada mientras él intentaba terminar la conquista del Salentino. Su gran reto para esta campaña consistía en romper el asedio de la capital campana y fracasó tanto en su intento directo, como en el indirecto aproximándose a Roma. Estos acontecimientos constituyen el punto de inflexión de la guerra y el de máximo control territorial púnico sobre el sur de Italia. A partir de este momento comenzará un lento retroceso de las armas cartaginesas.

### Retroceso cartaginés en Apulia, Salentino y Lucania y fin de la guerra en Sicilia
En el año 210 a. C., el cónsul Marcelo consiguió mediante traición que la ciudad de Salapia situada en el norte de Apulia retornase a manos romanas, al igual que las ciudades samnitas de Meles y Maronea, completando de esta forma la reconquista del Samnio. Poco después Aníbal demostró de nuevo su superioridad táctica, e infligió una severa derrota al ejército proconsular de Cneo Fulvio Centumalo en Herdonia (la actual Ordona). Pese a su éxito, al ser ya la única localidad aliada púnica en el norte de Apulia, Aníbal decidió por motivos estratégicos evacuarla y destruirla, trasladando a su población a Metaponto. Antes de acabar el año comenzó a ser seguido por el ejército de Marcelo, enfrentándose a él en Numistro (Lucania) en una batalla de resultado incierto. Tras esto fue seguido hasta Apulia por Marcelo, manteniendo pequeños enfrentamientos.
A comienzos de 210 a. C. había llegado a la isla de Sicilia el nuevo cónsul Marco Valerio Levino. Tras ser licenciado el ejército de Marcelo y sustituido por uno nuevo llegado de la Galia Cisalpina, Levino logró finalmente tomar Agrigento, acabando de este modo con las fuerzas púnicas en Sicilia. Esto permitió que se liberase uno de los dos ejércitos romanos presentes en la isla que sería enviado al año siguiente al Salentino a proseguir la lucha contra Aníbal. Adicionalmente Levino reclutó un contingente de mercenarios que envió en 209 a. C. a Regio, en el suroeste de la península itálica.
Apenas iniciado el año 209 a. C. Aníbal se enfrentó de nuevo al ejército de Marcelo en Apulia en dos batallas consecutivas en los alrededores de Canusio resultando vencedor en la primera y perdiendo la segunda, tras lo que se dirigió a Caulonia (Brucio) a socorrer con éxito a una ciudad aliada cercada por el contingente mercenario romano venido de Sicilia. Pero no pudo impedir que en un magníficamente trazado plan, sus enemigos reconquistasen el Salentino con la toma de Manduria y la ciudad de Tarento en el 209 a. C., capturadas en ambos casos por el cónsul Fabio Cunctator con el ejército consular liberado de Sicilia por Levino. El otro cónsul ese año, Quinto Fulvio Flaco logró reconquistar la ciudad de Volcei y otras poblaciones en el norte de Lucania (la actual Basilicata). En Hispania mientras tanto, Escipión conquistó Carthago Nova (actual Cartagena, llamada por los cartagineses Qart Hadasht) en una ofensiva relámpago
Aníbal perdía terreno progresivamente y apenas daba abasto para ir a socorrer las ofensivas que de manera simultánea y en diversos puntos le planteaban los diversos ejércitos romanos que operaban en el sur de Italia. Logró forzar la retirada del ejército consular del cónsul Tito Quincio Crispino en el 208 a. C. del sitio de Locri (Lokroi Epizephyrioi). En relevo del ejército de Crispino en esta ciudad llegó una fuerza romana venida desde Sicilia y otra desde el Salentino. Esta última fue interceptada en Petelia por Aníbal diezmándola y poniéndola en fuga. Su acción más destacada ese año fue la emboscada junto a Venusia a uno de sus grandes enemigos hasta el momento, el cónsul Marcelo, conquistador de Siracusa, en la que además logró herir de gravedad a su colega en el consulado Crispino, añadiendo el anillo de Marcelo a su colección. Anteriormente ya había dado muerte a los cónsules Cayo Flaminio y Lucio Emilio Paulo, en Trasimeno y Cannae respectivamente y a los procónsules Servilio Gémino, Tiberio Sempronio Graco y Cneo Fulvio Centumalo. El éxito del golpe de mano contra los dos cónsules paralizó las decisiones del mando romano y le llevó a intentar nada más producirse la emboscada, una estratagema para retomar el control de Salapia aprovechando que poseía el anillo consular de Marcelo. Alertados los romanos de este hecho por los mensajeros enviados por el moribundo Crispino, la operación fracasó perdiendo hombres en el intento.
Mientras, las fuerzas romanas en Hispania lograban entrar en la Bética, derrotando en la batalla de Baecula al ejército comandado por el hermano de Aníbal, Asdrúbal. Sin embargo este acontecimiento convenció a Asdrúbal de la necesidad de salir cuanto antes de Hispania con las tropas locales, cuya fidelidad era cada día más dudosa, y logró reconstruir antes de terminar el año las tropas perdidas canibalizando los otros dos ejércitos púnicos en la península ibérica, el de su hermano Magón Barca y el de Asdrúbal Giscón, con quienes se reunió junto al río Tajo. Con su ejército nuevamente operativo y abundantes fondos, se preparó para iniciar su viaje a Italia por vía terrestre emulando lo que hiciera su hermano Aníbal once años antes. Logró cruzar los Pirineos burlando el dispositivo romano al norte del Ebro y tras reclutar nuevos efectivos en la Galia Transalpina aguardó a terminar el invierno para cruzar los Alpes con su ejército de refuerzo. De nuevo se presentaba una oportunidad para Aníbal. Otro ejército púnico al norte de la península italiana supondría un nuevo frente de guerra para Roma en el que distraer efectivos, lo que le daría mayor libertad de acción en el sur. Y si lograba la unión con el mismo, un importantísimo incremento de efectivos.

### Intento fallido de refuerzo desde Hispania y repliegue al Brucio
Al año siguiente, 207 a. C., el ejército de Aníbal resultó castigado en Grumentum por el recién elegido cónsul Cayo Claudio Nerón siendo perseguido hasta Venusia (Apulia) donde de nuevo se enfrentaron con balance favorable a los romanos. Tras recibir refuerzos en Metaponto, Aníbal se dirigió nuevamente a Apulia donde esperaba la llegada de su hermano Asdrúbal Barca para marchar sobre Roma. Pero, antes de poder unir sus fuerzas con las de Aníbal, Asdrúbal caería muerto en Umbría, en la ribera del Metauro en 207 a. C., tras resultar derrotado y aniquilado su ejército por la acción conjunta del ejército del pretor en la Galia, Lucio Porcio Licino, el del cónsul Marco Livio Salinator y un pequeño refuerzo comandado por el otro cónsul Cayo Claudio Nerón que, encargado de vigilar a Aníbal, se unió a su colega a fin de hacer frente a Asdrúbal. Cuando tuvo noticias de la derrota y muerte de su hermano (los romanos lanzaron la cabeza seccionada de Asdrúbal al campamento cartaginés), Aníbal se retiró al Brucio donde acantonó a su ejército durante los años que siguieron.
La combinación de estos eventos marcó el final de los éxitos de Aníbal en Italia. En el año 206 a. C. finalizaron las hostilidades en Hispania en beneficio de los romanos, que se apoderaron de dicho territorio tras la decisiva victoria en la batalla de Ilipa. Mientras en el Brucio Aníbal emboscó junto a un bosque a los ejércitos consulares de Lucio Veturio Filón y Quinto Cecilio Metelo que estaban asolando la comarca de Cosentia, sin lograr recuperar el botín.
Al año siguiente, 205 a. C., el hermano menor de Aníbal, Magón, habiendo sido derrotado en Hispania, logró desembarcar con tropas en Liguria, abriendo de nuevo un frente de guerra en el norte de Italia. Ese contingente pudo ser reforzado por mar desde Cartago con varios miles de hombres y elefantes. Ese mismo año, los romanos bajo mando del recién elegido cónsul Publio Cornelio Escipión, reconquistaron en el Brucio el puerto de Locri con tropas trasladadas desde Sicilia, no logrando Aníbal impedirlo.
A final de año una epidemia de peste afecta al ejército de Aníbal y al del cónsul romano Publio Licinio Craso Dives, quien debe pedir al Senado que licencie sus tropas, siendo estas relevadas por otras nuevas al inicio del nuevo consulado.
En 204 a. C. el nuevo cónsul Publio Sempronio Tuditano se enfrenta en la batalla de Crotona con el ejército de Aníbal siendo derrotado. Al día siguiente con la llegada del ejército del procónsul Publio Licinio Craso vuelve a enfrentarse a Aníbal consiguiendo esta vez la victoria, obligando al púnico a refugiarse en Crotona. Las localidades de Clampetia, Cosentia y Pandosia, todas ellas en el Brucio, caen en manos romanas.
Magón es derrotado a finales de 203 a. C. por los ejércitos del procónsul Marco Cornelio Cetego y el del pretor Publio Quintilio Varo. Gravemente herido en la batalla, tras ser llamado desde Cartago trató de unirse a su hermano en África embarcando las tropas que le quedaban, pereciendo durante el trayecto.
En este mismo año 203 a. C., Tito Livio aunque lo pone en duda, se hace eco de un posible enfrentamiento en las cercanías de Crotona entre el cónsul Servilio Cepión y Aníbal, en el que el último habría tenido fuertes bajas.

### Batalla de Zama

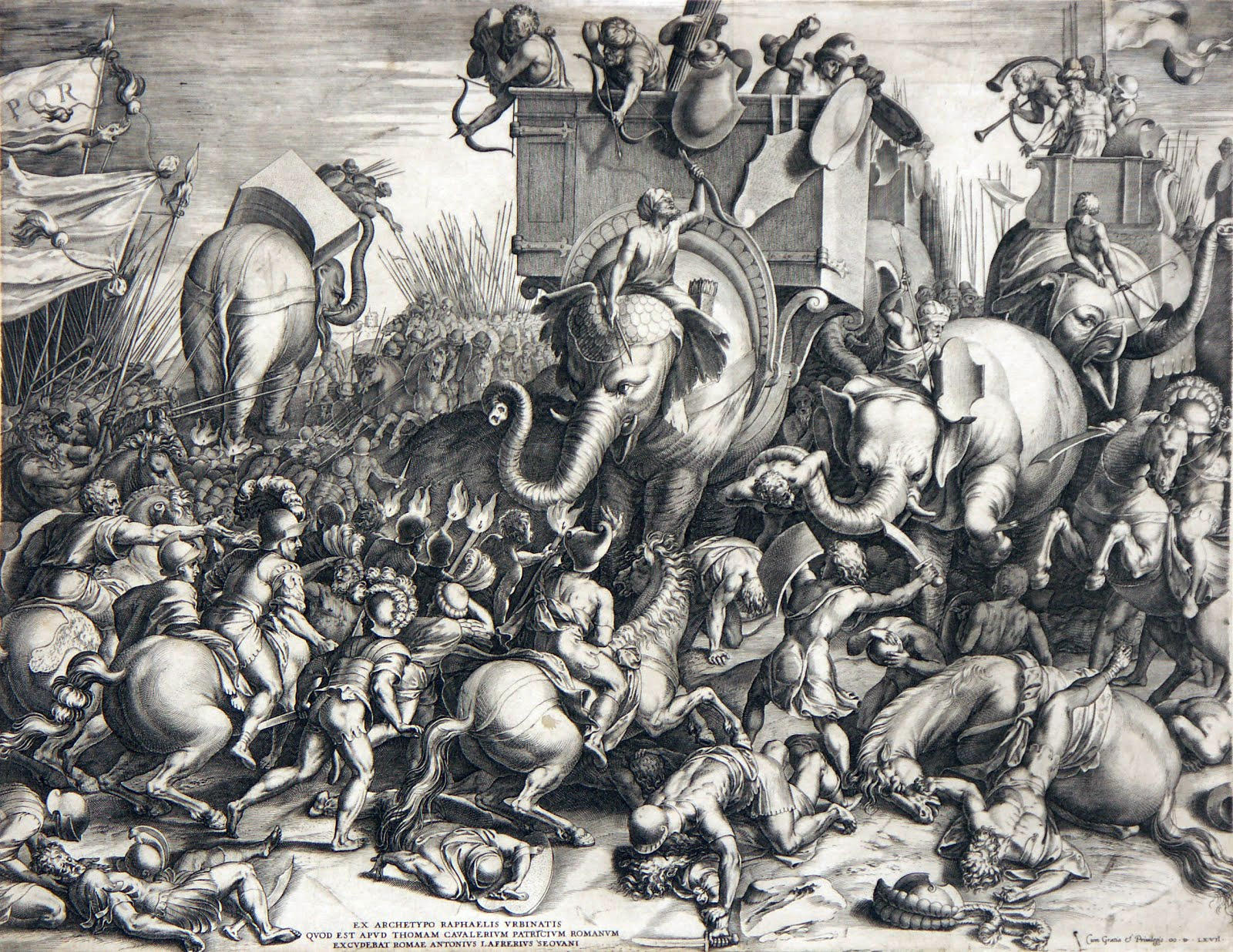
Grabado de la batalla de Zama, de Cornelis Cort (1567).

Los romanos, dirigidos por Escipión el Africano Mayor, obtuvieron un importante éxito diplomático en el 206 a. C., garantizándose los servicios del príncipe númida Masinisa, antiguo aliado de Cartago en Hispania que había entrado en un conflicto personal con Sifax, un aliado númida de Cartago. En el 204 a. C., los romanos desembarcaron en África del Norte con el objetivo de forzar a Aníbal a huir de Italia, y trasladar el combate a sus propias tierras.
En el 203 a. C., tras casi quince años de combates en Italia, ahora que Escipión progresaba en tierras africanas y que los cartagineses eran favorables a la paz dirigida por Hannón el Grande, que trataba de negociar un armisticio con los romanos al tiempo que dificultaba el envío de refuerzos a Aníbal, este último fue llamado por el gobierno, que decidió dejar el mando de la guerra en manos de los Bárcidas Aníbal y Magón, muriendo este último en el viaje de regreso. Tras dejar pruebas de su expedición en un grabado escrito en púnico y griego antiguo en el templo de Juno en Crotona, Aníbal partió hacia tierras africanas. Los barcos desembarcaron en Leptis Minor (la actual Lamta) y Aníbal estableció, tras dos días de viaje, sus cuarteles de invierno en Hadrumetum. Su retorno reforzó la moral del ejército cartaginés, que colocó a la cabeza de una fuerza compuesta por los mercenarios que había enrolado en Italia y reclutas locales. En el año 202 a. C., Aníbal se reunió con Escipión a fin de tratar de negociar una paz con la República. A pesar de su admiración mutua, las negociaciones fracasaron debido a que los romanos echaron en cara a los cartagineses la ruptura del tratado firmado tras la primera guerra púnica durante el ataque a Sagunto y el saqueo de una flota romana estacionada en el Golfo de Túnez. A pesar de todo, los romanos propusieron un tratado de paz que estipulaba que Cartago no mantendría más que sus territorios en África del Norte, que el reino de Masinisa sería independiente, que Cartago debía reducir el tamaño de su flota y pagar una indemnización. Los cartagineses, reforzados por el regreso de Aníbal y la llegada de suministros, rechazaron las condiciones.
La batalla decisiva del conflicto tuvo lugar en Zama, lugar de Numidia que se encuentra entre Constantina y Túnez, el 19 de octubre del 202 a. C. A diferencia de la mayoría de las batallas que se libraron durante de la segunda guerra púnica, los romanos disponían de mejor caballería que los cartagineses, quienes contaban con una infantería superior. La superioridad romana se debía a la cesión de caballería númida por parte de Masinisa. Aníbal, cuya salud se había deteriorado mucho debido a sus años de campaña en Italia, contaba todavía con la ventaja de 80 elefantes de guerra y 15 000 infantes veteranos de Italia, aunque el resto de su ejército estaba compuesto por mercenarios celtas o por ciudadanos cartagineses poco aguerridos. Aníbal trató de emplear la misma estrategia que utilizó en Cannas. Sin embargo, las tácticas romanas habían evolucionado tras 14 años, el intento de encierro fracasó, y los cartagineses fueron finalmente derrotados.
Aníbal perdió en Zama cerca de 40 000 hombres —en contraposición con los 1500 de los romanos— y el respeto de su pueblo, que vio a su mejor general ser derrotado en la última y más importante batalla del conflicto. La ciudad púnica estaba obligada a firmar la paz con Roma y Escipión, que tras la guerra adoptó el apodo de El Africano. El tratado estipulaba que la otrora mayor potencia mediterránea debía renunciar a su flota de guerra y a su ejército, y que debía pagar un tributo durante cincuenta años.

## Después de Zama

### Carrera política
Obligado a firmar un tratado de paz con Roma en 201 a. C., que privaba a Cartago de su antiguo imperio, Aníbal, que entonces contaba con cuarenta y seis años de edad, decidió entrar a formar parte de la vida política cartaginesa dirigiendo el partido democrático.
La ciudad estaba dividida en dos importantes corrientes ideológicas. Primero, el partido democrático, que estaba dirigido por los Bárcidas, y comprometido a continuar con las conquistas en África a expensas de los númidas. El segundo movimiento político estaba basado en la oligarquía conservadora y en la búsqueda de una prosperidad económica basada en el comercio, los impuestos portuarios, y los tributos impuestos a las ciudades subordinadas a Cartago, y agrupado en torno a Hannón el Grande. Elegido sufete en el 196 a. C., Aníbal restauró la autoridad y el poder del Estado, representando así una amenaza para los oligarcas, que le acusaron de haber traicionado a su país al no tomar Roma cuando tuvo oportunidad.
Aníbal tomó una medida que lo alejó irremediablemente de los oligarcas. El viejo general legisló que la indemnización impuesta a Cartago por Roma tras la guerra no debía proceder del tesoro, sino de los oligarcas a través de impuestos extraordinarios. Los oligarcas no intervinieron directamente contra el sufete sino que, siete años después de la derrota de Zama, realizaron un llamamiento a los romanos que, alarmados por la nueva prosperidad de Cartago, exigieron la entrega de Aníbal con el pretexto de una relación epistolar de este último con Antíoco III. Aníbal decidió voluntariamente exiliarse en el 195 a. C.

### Exilio en Asia
Aníbal comenzó su viaje por Tiro (ciudad del actual Líbano), la ciudad fundadora de Cartago. Posteriormente se dirigió a Éfeso, donde fue recibido con honores militares por el rey Antíoco III Megas de Siria, que se preparaba para la guerra contra Roma. Aníbal se percató rápidamente de que el ejército sirio no podía rivalizar con el ejército romano. Entonces, el antiguo general cartaginés aconsejó al rey equipar una flota y un cuerpo de tropas terrestres en el sur de Italia, y le ofreció ocupar el mando. Pero no consiguió que el soberano le confiara un puesto importante, debido, según Apiano, a los celos y envidia de sus cortesanos y generales, que temían que el púnico se llevara toda la gloria de la victoria.
En el 190 a. C., Aníbal dirigió una flota fenicia, pero, poco cómodo en el combate naval, fue vencido en el río Eurimedonte por los romanos y sus aliados rodios. Temiendo ser entregado a estos últimos al término del acuerdo de paz que firmó Antíoco III, Aníbal huyó de la corte y el recorrido que siguió es bastante incierto.
Se piensa sin embargo que visitó Creta, mientras que Plutarco y Estrabón dan a entender que se dirigió al Reino de Armenia, y se presentó ante el rey Artaxias, quien le asignó la planificación y la supervisión de la construcción de la capital Artaxata (actual Artashat). Pronto de vuelta en Asia Menor, Aníbal buscó refugio junto a Prusias I de Bitinia, quien estaba en guerra con un aliado de Roma, el rey Eumenes II de Pérgamo.

### «Soberano helenístico»
Aníbal se puso al servicio de Prusias I durante esta guerra. Una de sus victorias fue a costa de Eumenes II en el mar. Se ha dicho que fue uno de los primeros en usar la guerra biológica: lanzó calderos llenos de serpientes a los barcos enemigos.
Otro de sus talentos militares fue la probable fundación de la ciudad de Prusa (actual Bursa en Turquía) a petición del rey Prusias I. Esta fundación, junto con la de Artaxata en Armenia, elevaría a Aníbal al rango de «soberano helenístico». Una profecía que se difundió en el mundo griego entre el 185 y el 180 a. C. evocaba a un rey llegado de Asia para hacer pagar a los romanos la sumisión que habían impuesto a griegos y macedonios. Muchos se empeñaron en pensar que este texto hacía referencia a Aníbal. Por esta razón, el cartaginés, de origen bárbaro a ojos de los griegos, se integró perfectamente en el mundo helenístico. Los romanos no podían ignorar esta amenaza, y poco después enviaron una embajada a Prusias.

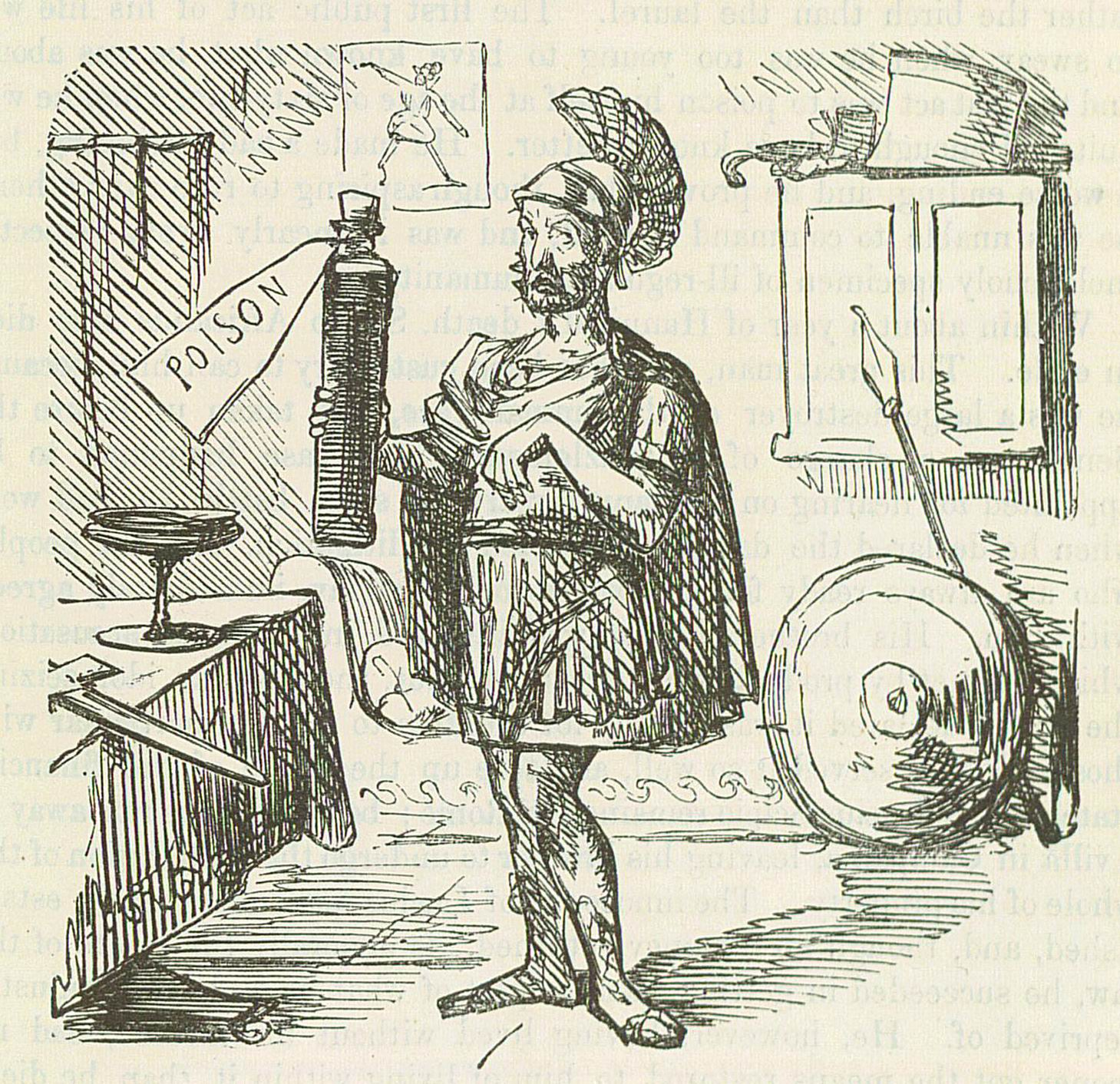
Caricatura del que representa la muerte por envenenamiento de Aníbal.

Para este último, Aníbal se convirtió en un incómodo invitado y el rey bitinio decidió traicionar a su huésped que residía en Libisa, en la costa oriental del Mar de Mármara. Bajo la amenaza de ser entregado al embajador romano Tito Quincio Flaminino, Aníbal decidió suicidarse en el invierno del 183 a. C. empleando un veneno que, según se dice, llevó durante mucho tiempo en un anillo. A pesar de todo, no está del todo claro cuál fue el año exacto de su muerte. Si, tal como Tito Livio sugiere, Aníbal murió en el año 183 a. C., el mismo año que su gran enemigo, Escipión el Africano, el viejo general cartaginés contaría con sesenta y tres años.

### Inhumación
Aurelio Víctor escribe que su cuerpo reposa en un ataúd de piedra, sobre el que es visible la inscripción: Aquí se esconde Aníbal.
Entre los sitios barajados para albergar la tumba de Aníbal figura una pequeña colina cubierta de numerosos cipreses y situada en unas ruinas ubicadas cerca de Diliskelesi, lo que hoy en día es una zona industrial cerca de la ciudad turca de Libisa (actual Gebze) en Kocaeli. Considerada la tumba del general, fue restaurada en el año 200 por el emperador Septimio Severo, originario de Leptis Magna (actual Libia), que ordenó cubrir la tumba con una losa de mármol blanco. El lugar está hoy en ruinas. Excavaciones efectuadas en 1906 por expertos arqueólogos, entre ellos Theodor Wiegand, han revelado pruebas que hacen que estos últimos sean escépticos en cuanto a la ubicación real de la tumba.

## Legado

### Balance paradójico
Con los cartagineses desapareció sin duda el mayor enemigo al que la República romana se había enfrentado. Por tanto, el balance personal de Aníbal se traduce en un fracaso. El Mediterráneo occidental se convirtió en un «lago romano» del que Cartago quedaba apartada, mientras que Roma extendió sus dominios por el mundo griego y por Asia.
Pero, al mismo tiempo, y ahí reside la paradoja de su balance, Aníbal trató de romper —a través de sus discursos acerca de la libertad de las ciudades— las alianzas de Roma con las ciudades griegas. De este modo, el general forzó a la República a legitimar sus acciones y a comportarse como una gran potencia imperialista. Por ello, Aníbal ha permanecido en el corazón de la historia griega y romana.

### Mundo antiguo

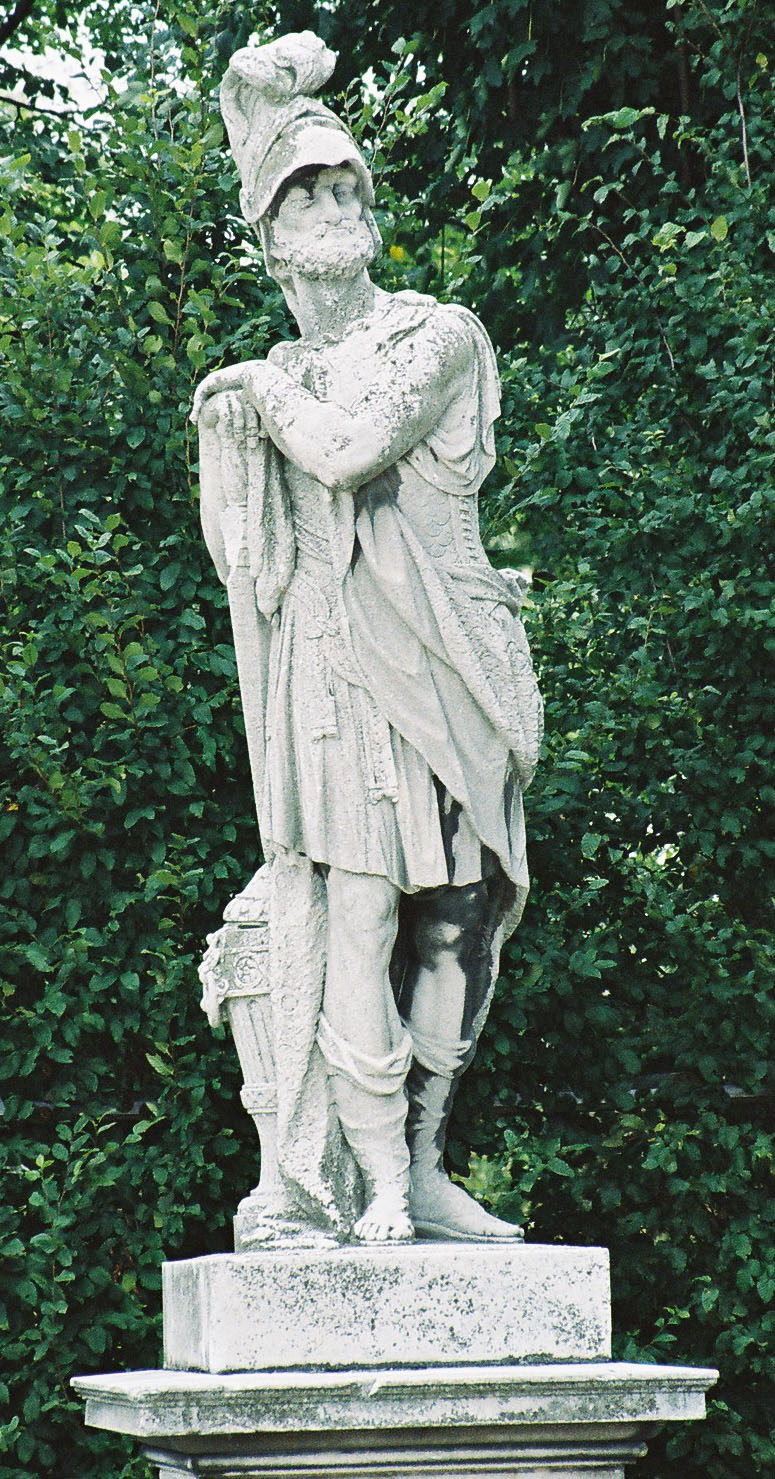
Estatua de Aníbal en el Palacio de Schönbrunn, en Viena.

Mucho tiempo después de su muerte, el nombre de Aníbal continuó representando el fantasma de una amenaza perpetua sobre la República de Roma. Se ha escrito que enseñó a los romanos, que se proclamaban fieros descendientes de Marte, el significado del miedo.[cita requerida] Durante generaciones, las matronas romanas continuaron relatando a sus hijos cuentos terroríficos acerca del general cuando se portaban mal. Aníbal simbolizaba de tal manera el miedo que, fuera cual fuera el desastre al que se enfrentaran, era común ver a los senadores romanos gritando Hannibal ad portas (¡Aníbal está a nuestras puertas!) a fin de expresar su ansiedad. Ad Portas (locución latina), evolucionó hasta transformarse en una conocida frase expresada en el momento en que un cliente cruzaba una puerta o cuando alguien tenía que enfrentarse a un desastre. Tales expresiones proceden del impacto psicológico que tuvo la presencia de Aníbal sobre la cultura romana en Italia.
En este contexto, se desprende una admiración (forzada) en los escritos de los historiadores romanos Tito Livio y Décimo Junio Juvenal. Por otro lado, los romanos llegaron a erigir estatuas del general cartaginés en las calles de Roma, a fin de representar el rostro de tamaño adversario, al que sus ejércitos habían derrotado.
Sin embargo, durante la segunda guerra púnica, los romanos se negaron a rendirse y rechazaron todas las iniciativas de paz; tampoco quisieron pagar rescate para la liberación de los prisioneros capturados en la batalla de Cannas. Además, los textos históricos acreditan que no existía ninguna facción dentro del Senado romano que quisiera la paz, ni se produjo ninguna traición romana que diera ventaja a los cartagineses, ni ningún golpe de Estado que desembocara en el establecimiento de una dictadura. Por el contrario, los patricios romanos compitieron entre ellos a fin de obtener los mejores puestos de mando con el objetivo de poder combatir al más peligroso enemigo al que se había enfrentado Roma. A pesar de todo, el genio militar de Aníbal no fue suficiente para perturbar la organización política y militar republicana. Tal y como escribe Lazenby:

Existen cantidad de textos a favor de su madurez política y del respeto a las formas constitucionales basadas en el hecho de que la maquinaria gubernamental compleja continuó funcionando incluso en pleno desastre. Hay pocos Estados de la Antigüedad que hubieran osado mantener en el cargo a un general que perdiera una batalla como Cannas, y menos aún que hubieran seguido tratándole con el respeto debido a un Jefe de Estado.

Según Tito Livio, los romanos jamás tuvieron miedo de enfrentarse a Aníbal, incluso cuando inició su marcha sobre Roma en el 211 a. C.:

Un mensajero de Fregellae, que había marchado sin descanso noche y día, produjo un gran terror en Roma. La afluencia de habitantes del campo, cuyos relatos mezclaban verdades y mentiras, había extendido la agitación en toda la ciudad. Las mujeres hicieron resonar sus gemidos en las casas particulares; las mujeres distinguidas, desafiando todas las miradas, corrían en tropel hacia los templos de los dioses; los cabellos esparcidos, arrodilladas al pie de los altares, las manos tendidas hacia el cielo y hacia los dioses, suplicaban arrancar Roma de las manos de los enemigos, y salvar el honor y la vida de las madres romanas y de sus hijitos.

Mapa de la ruta seguida por Aníbal durante su invasión.

Al Senado, esta noticia le afectó «en función del carácter de cada uno». El Senado decidió mantener el sitio de Capua, aunque desplazó a 15 000 infantes y 1000 caballeros para reforzar la capital. Según Tito Livio, las tierras ocupadas por el ejército de Aníbal en las inmediaciones de la ciudad fueron revendidas por los romanos a un precio justo. Esto puede ser o no cierto pero, tal como indica Lazenby, «podría haber sido así, ya que no muestra solamente la confianza suprema de los romanos en la victoria última, sino también la manera según la cual se perseguía una apariencia de vida normal». Tras la batalla de Cannas, los romanos mostraron una considerable fortaleza ante la adversidad. Una muestra innegable de la confianza de Roma es el hecho de que, tras el desastre de Cannas, la capital republicana se quedó prácticamente sin tropas para defenderla; no obstante, el Senado decidió no retirar ni una sola guarnición de sus provincias para defender la ciudad. De hecho, las tropas de las provincias fueron reforzadas y se mantuvieron las campañas en tierras extranjeras hasta que se produjeron las victorias definitivas en Sicilia, bajo el mando de Marco Claudio Marcelo y después en Hispania, bajo el mando de Escipión el Africano. Aunque las consecuencias a largo plazo de la guerra de Aníbal son incontestables, esta última es innegable que fue la más "hermosa hora" de la historia de Roma.
La mayor parte de las fuentes a disposición de los historiadores sobre la figura de Aníbal son de origen romano. Fue considerado como el mayor enemigo al que jamás se enfrentó Roma. En su obra, el historiador Tito Livio afirma que el cartaginés era extremadamente cruel. Lo mismo opinaba Cicerón, historiador que al hablar de los dos mayores enemigos de Roma escribe acerca del «honorable» Pirro de Epiro y del cruel Aníbal. Sin embargo, han llegado hasta nosotros noticias que le dan otra imagen. Cuando sus éxitos condujeron a la muerte de varios cónsules romanos, Aníbal buscó en vano el cuerpo de Cayo Flaminio en las orillas del Lago Trasimeno, organizó ceremonias rituales en honor a Lucio Emilio Paulo, y envió las cenizas de Marco Claudio Marcelo a su familia en Roma. El historiador Polibio de Megalópolis parecía sentir simpatía por Aníbal. Es de señalar que Polibio permaneció como rehén en Italia durante un gran período, y se basaba mayoritariamente en las fuentes romanas. Existe la posibilidad de que Polibio reprodujera elementos de la propaganda romana.

### Mundo moderno

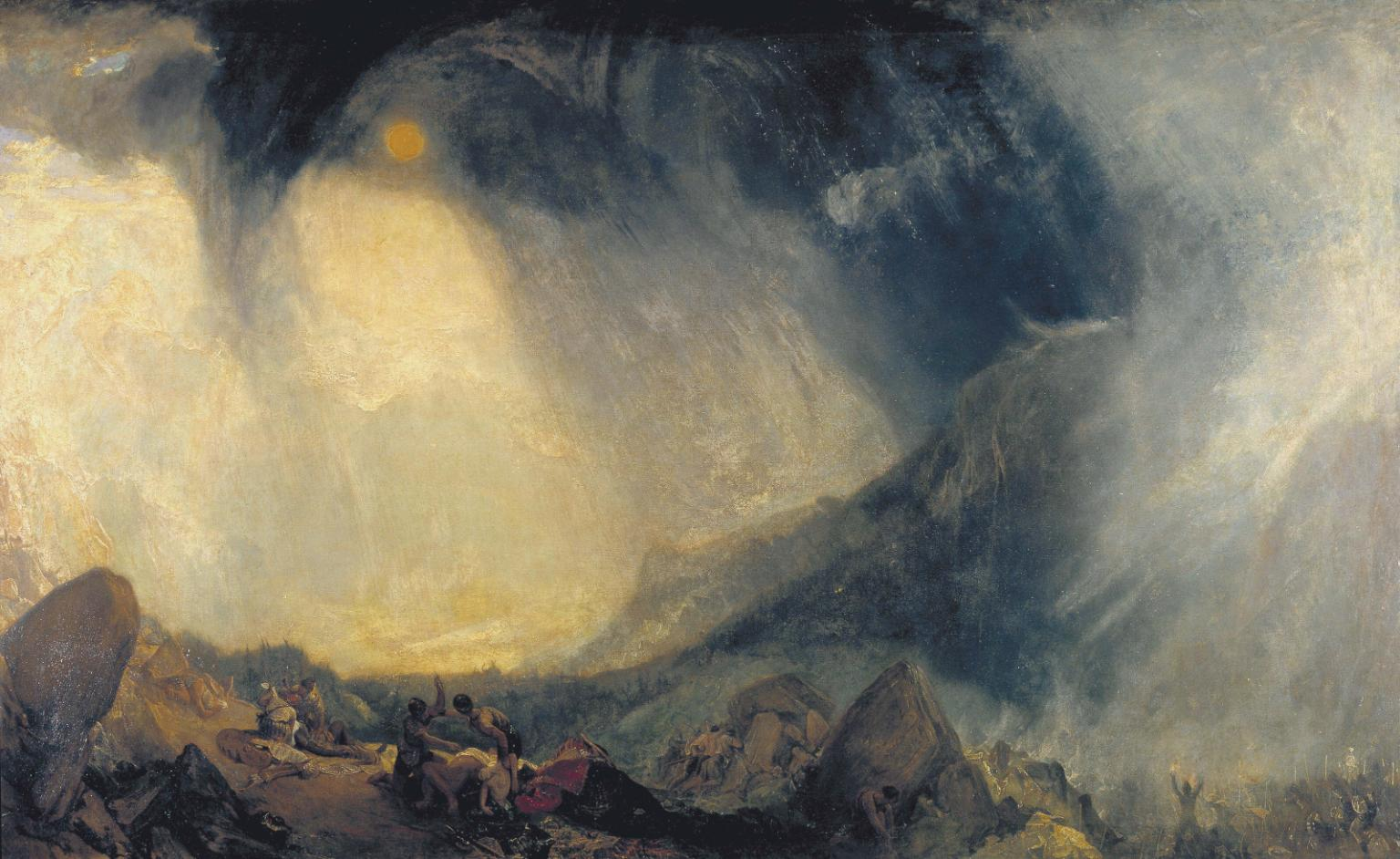
Tempestad de nieve: Aníbal y su ejército atravesando los Alpes: Joseph Mallord William Turner envuelve la travesía de los Alpes en una atmósfera romántica.

"Aníbal" es un nombre bastante común en la actualidad, y las referencias al general son también abundantes en la cultura popular. Como ocurre en el caso de otros grandes generales de la historia, las victorias de Aníbal sobre un enemigo superior, y su constante lucha por una causa perdida, le confieren un renombre que sobrevive más allá de las fronteras de su país de origen.
Su travesía de los Alpes permanece como una de las más increíbles hazañas militares de la Antigüedad, y despierta la imaginación de la gente mediante múltiples producciones artísticas como novelas, series o películas.
Desde la Antigüedad a Aníbal se le han atribuido ciertas cualidades: la audacia, el coraje y el espíritu combativo. Estas se aplican durante un deporte de aventura que parte de Lyon con meta en Turín, que conmemora esta travesía a través de los Alpes, y que conmemora su nombre: la carrera de Aníbal.
Otro de los legados de Aníbal consiste en las plantaciones de olivos con que cubrió la mayor parte del África septentrional, gracias al trabajo de sus soldados, lo cual fue considerado una «pausa» perjudicial para el Estado cartaginés y para sus generales.

### Historia militar
Varios años después de la segunda guerra púnica, mientras Aníbal era consejero político del Imperio seléucida, Escipión el Africano fue enviado en misión diplomática por Roma a Éfeso, pero se ignora la fecha exacta de su entrevista, la cual mencionan Plutarco y Apiano:

Se dice que durante uno de sus entretenimientos en el gimnasio, Escipión y Aníbal tuvieron una discusión sobre la cuestión de la competencia de los generales en presencia de numerosos espectadores, y que Escipión preguntó a Aníbal cuál era según él más grande general, a lo que este último respondió: «Alejandro Magno».

Escipión estuvo de acuerdo, poniendo igualmente a Alejandro en primera posición. Después, preguntó a Aníbal a quién colocaría a continuación. Éste respondió que a Pirro, porque consideraba que la primera virtud de un general era la audacia. Precisó que «sería imposible encontrar dos reyes más atrevidos que ellos».

Escipión se sintió algo molesto ante esta respuesta. No obstante, preguntó al cartaginés a quién colocaría en tercera posición, esperando que le concediera ese privilegio. Pero Aníbal respondió: «Yo mismo, en mi juventud he conquistado Hispania y atravesado los Alpes con un ejército, hechos que han sucedido por primera vez desde Heracles. He atravesado Italia y habéis temblado de terror, obligándoos a abandonar cuatrocientas de vuestras poblaciones, y a menudo he amenazado vuestra ciudad con extremo peligro, todo ello sin recibir dinero ni refuerzos de Cartago».

Como Escipión vio que el púnico estaba dispuesto a seguir autopromocionándose, dijo riendo, «¿en qué posición te colocarías, Aníbal, si no hubieras sido derrotado por mí?» Aníbal notó sus celos y respondió: «En ese caso me habría colocado por delante de Alejandro». De ese modo, Aníbal continuó halagándose, pero se congratuló sutilmente con Escipión, sugiriendo que habría batido a alguien que era más grande que Alejandro.

Tras esta conversación, Aníbal pidió a Publio Cornelio Escipión que fuera su invitado; Escipión se hubiera mostrado encantado, si Aníbal no viviera con el rey Antíoco III el Grande, quien desconfiaba de los romanos. Así, como grandes comandantes que eran, olvidaron su enemistad una vez finalizadas sus guerras.

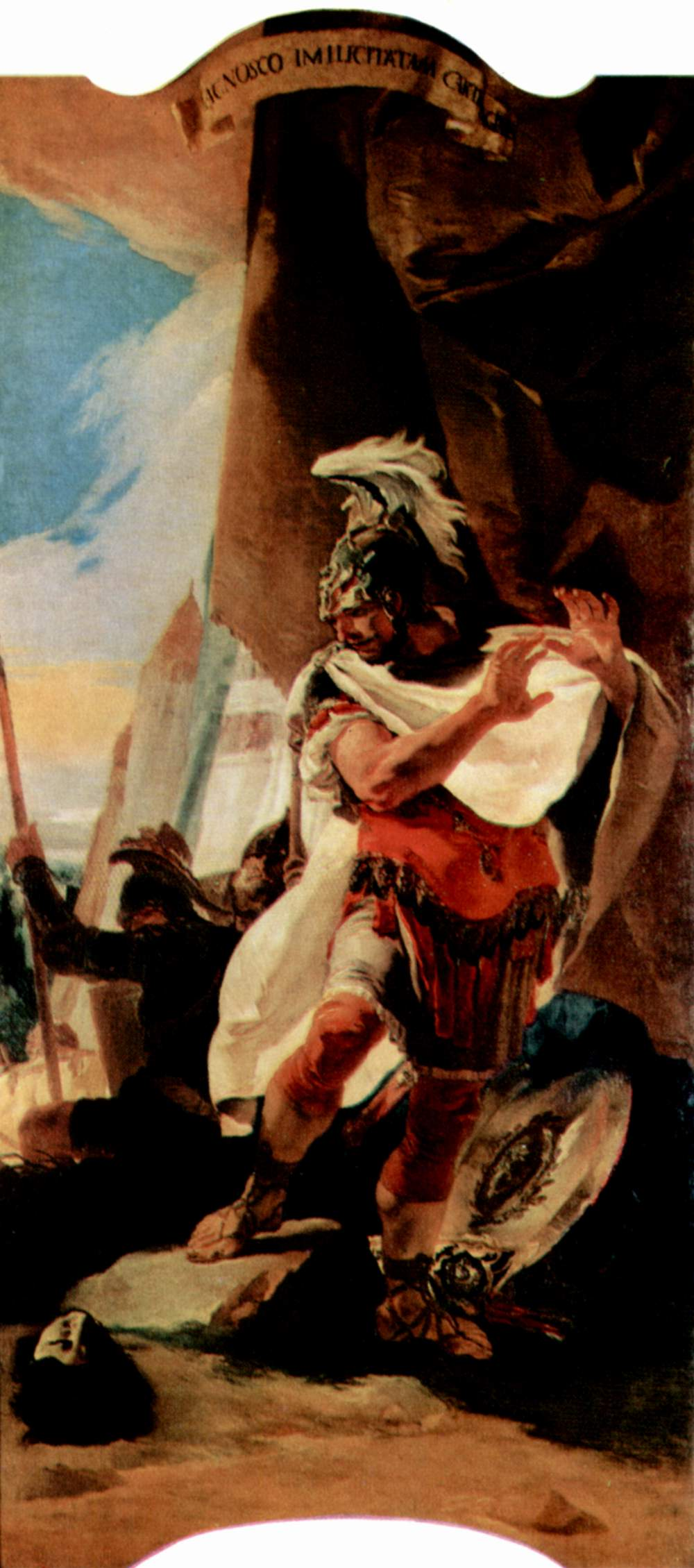
Aníbal mirando la cabeza de Asdrúbal. Esta pintura de Giovanni Battista Tiepolo realizada c. de 1725 se encuentra expuesta en el Museo de Historia del Arte de Viena.

Las hazañas de Aníbal, y particularmente su victoria en Cannas, han sido estudiadas y analizadas por las academias militares del mundo entero. En la Encyclopædia Britannica de 1911, el autor del artículo dedicado a Aníbal elogia al general en estos términos:

Sobre la trascendencia del genio militar de Aníbal no pueden existir dos opiniones. El hombre que fue capaz de mantener sus conquistas en un país hostil frente a varios ejércitos poderosos y una sucesión de comandantes capaces, debe necesariamente haber sido un táctico y estratega sin igual. Ciertamente, sobrepasó a todos los generales de la Antigüedad en la utilización de estratagemas y emboscadas. Tan increíbles como fueron sus logros, debemos admirarnos aún más si tenemos en cuenta el escaso apoyo que recibió desde Cartago. A medida que caían sus veteranos, se veía obligado a organizar levas de refresco en el lugar donde se hallara. Nunca se menciona un solo motín en su ejército, compuesto como estaba de africanos, hispanos y galos. Más aún, todo lo que sabemos de él nos ha llegado en su mayor parte de fuentes hostiles. Los romanos le temían y odiaban tanto que eran incapaces de hacerle justicia. Livio habla de sus grandes cualidades, pero añade que sus vicios eran igualmente grandes, de entre los cuales destaca su «perfidia más que púnica» y su «inhumana crueldad». Para el primero no parece existir mayor justificación que su consumada habilidad en tender emboscadas. En lo concerniente al segundo, creemos que no es posible otra razón que, en ciertas crisis, actuara según el espíritu de la guerra antigua. A veces contrasta de modo más favorable con su enemigo. Ninguna brutalidad mancha su nombre tanto como la perpetrada por Claudio Nerón sobre el derrotado Asdrúbal. Polibio únicamente menciona que era acusado de crueldad por parte de los romanos y de avaricia por parte de los cartagineses. Tenía, ciertamente, enemigos implacables, y su vida representó una constante lucha contra el destino. Por su firmeza de propósito, por su capacidad organizativa y maestría en la ciencia militar, es posible que jamás haya tenido igual.

Incluso los cronistas romanos le consideran un maestro militar supremo y escriben acerca de él que «no exigió jamás a otros algo que no hubiera hecho él mismo». Según Polibio, «como sabio gobernante, supo contentar y someter a su gente, dándole lo que necesitaba, y ésta jamás se rebeló contra él ni se planteó ningún intento de sedición. Aunque su ejército estuviera compuesto por soldados de diversos países: africanos, españoles, ligures, galos, cartagineses, italianos y griegos, que no tenían en común entre ellos ni leyes, ni costumbres, ni idioma, Aníbal logró gracias a su capacidad reunir a todas esas diferentes naciones y someterlas a la subordinación de su liderazgo, imponiéndoles sus mismas opiniones».
El documento del conde Alfred von Schlieffen (titulado el Plan Schlieffen), elaborado a partir de sus estudios militares, insiste en gran medida en las técnicas militares que emplearon los cartagineses para rodear y destruir victoriosamente al ejército romano en la batalla de Cannas. George Patton pensaba que él mismo era la reencarnación de Aníbal —entre otras reencarnaciones, Patton creía que era un legionario romano y un soldado de Napoleón I—. No obstante, los principios bélicos que se aplicaban en tiempos de Aníbal se siguen aplicando hoy en día».
Por último, según el historiador militar Theodore Ayrault Dodge:

Aníbal sobresalió como táctico militar. A lo largo de la historia, ninguna batalla ha ofrecido un ejemplo mejor de utilización de la táctica que la batalla de Cannas. Pero sobresalía aún más como logístico y como estratega. Ningún capitán marchó, como él, alguna vez, con y contra tantos ejércitos que le excedieran en número y equipamiento. Ningún hombre resistió nunca por sí mismo durante tanto tiempo o tan hábilmente en condiciones tan adversas de una forma tan ingeniosa y llena de coraje. Enfrentado constantemente a los mejores soldados, mandados por respetados generales, a menudo de gran habilidad, desafió todos los esfuerzos que hicieron por expulsarle de Italia, durante media generación. Exceptuando el caso de Alejandro, y algunos conflictos bélicos aislados, todas las contiendas anteriores a la segunda guerra púnica, se habían decidido en su mayor parte, si no por completo, gracias a las tácticas de batalla. La habilidad estratégica influía solo hasta cierto punto. Los ejércitos marchaban uno contra otro, luchaban en orden paralelo, y el conquistador imponía los términos sobre su adversario. Cualquier variación en esta regla conducía a una emboscada u otras estratagemas. Una guerra como aquélla, que se llevaba a cabo esquivando la necesidad de entrar en batalla, donde la victoria podía conseguirse mediante ataques contra las comunicaciones enemigas, maniobras de flanqueo, consecución de posiciones desde las que poder retirarse rápidamente en caso de ser atacados, no se comprendía... [sin embargo] Por primera vez en la historia de la guerra, vemos a dos generales esquivándose mutuamente, ocupando las tierras altas, marchando sobre los flancos de su rival para capturar ciudades o suministros en retaguardia, acosándose mutuamente con tácticas de guerrilla, y raramente aventurándose a presentar batalla, batalla que podría convertirse en un completo desastre; todo ello con el propósito preconcebido de colocar al oponente en desventaja estratégica... que todo aquello se produjera fue debido a las enseñanzas de Aníbal.

## Obras inspiradas en el personaje

### Literatura
| Año     | Libro | Autor                | Notas |
| ------- | --- | -------------------- | --- |
| 2006    | Drifters (manga) | Kota Hirano          | Manga editado por Shōnen Gahōsha. |
| 2006    | Forged By Lightning: A Novel of Hannibal and Scipio - (Forjado por el rayo: Una novela acerca de Aníbal y Escipión) | Angela Render        | Novela anglófona editada por Lulu Press, ISBN 1-4116-8002-2. |
| 2006    | Pride of Carthage - (El orgullo de Cartago)                                                                         | David Anthony Durham | Novela anglófona editada por Anchor, ISBN 0-385-72249-4.. |
| 2005    | The Sword of Hannibal - (La espada de Aníbal)                                                                       | Terry McCarthy       | Novela anglófona editada por Hachette Book Group USA ISBN 0-446-61517-X.. |
| 2001    | Aníbal: la novela de Cartago                                                                                        | Gisbert Haefs        | Novela histórica editada por EDHASA, ISBN 978-84-350-1666-7 |
| 1999    | Les Colosses de Carthage - (Los colosos de Cartago)                                                                 | Michel Peyramaure    | Novela francófona editada por Pocket ISBN 2-266-09198-0. |
| 1998    | Scipio Africanus: The Man Who Defeated Hannibal - (Escipión el Africano: El hombre que derrotó a Aníbal)            | Ross Leckie          | Novela anglófona editada por Regnery Pub ISBN 0-89526-412-9. |
| 1996    | A Spy for Hannibal: A Novel of Carthage - (Un espía para Aníbal: Una novela de Cartago)                             | Elisabeth Craft      | Novela anglófona editada por Bartleby Press, ISBN 0-910155-33-X. |
| 1996    | Hannibal: A Novel - (Aníbal: Una novela)                                                                            | Ross Leckie          | Esta obra es la fuente más importante de Hannibal the Conqueror estrenada en 2008 (ISBN 0-89526-443-9). Por otra parte, al no ajustarse a la realidad histórica, este libro es poco fiable. Es igualmente el primer tomo por el que comienza la trilogía que continúa por Scipio, a Novel en 1999 (ISBN 0-349-11434-X).. y continúa con Carthage en 2001 (ISBN 0-349-11434-X).. |
| 1988    | Yo, Aníbal | Juan Eslava Galán    | Novela histórica en la que Aníbal Barca recuerda su vida antes de suicidarse. ISBN 9788432044953 |
| 1862    | Salambó | Gustave Flaubert     | Novela histórica que se desarrolla en el marco de la ciudad de Cartago. Aníbal es por esa época un hombre joven. |
| 1721    | Los viajes de Gulliver                                                                                              | Jonathan Swift       | Novela satírica. |
| c. 1300 | La Divina Comedia                                                                                                   | Dante Alighieri      | Poesía épica y religiosa. |

### Filmografía
| Año  | Película                                                             | Notas |
| ---- | -------------------------------------------------------------------- | --- |
| 2006 | Hannibal – Rome's Worst Nightmare                                    | Telefilme en inglés realizado por la BBC con Alexander Siddig en el papel de Aníbal.                                                      |
| 2005 | Hannibal V Rome (Aníbal contra Roma)                                 | Documental televisivo realizado por Richard Bedser y difundido por la National Geographic Channel con Tamer Hassan en el papel de Aníbal. |
| 2005 | The True Story of Hannibal (La verdadera historia de Aníbal)         | Documental televisivo realizado por Mark Hufnail con Benjamin Maccabee en el papel de Aníbal.                                             |
| 2001 | Hannibal: The Man Who Hated Rome (Aníbal: El hombre que odiaba Roma) | Telefilme británico realizado por Patrick Fleming.                                                                                        |
| 1997 | The Great Battles of Hannibal (Grandes Batallas de Aníbal)           | Documental británico. |
| 1959 | Annibale                                                             | Película italiana correalizada por Edgar George Ulmer y Carlo Ludovico Bragaglia con Victor Mature en el papel de Aníbal.                 |
| 1955 | Jupiter's Darling (La amante de Júpiter)                             | Realizada por George Sidney con Howard Keel en el papel de Aníbal.                                                                        |
| 1937 | Scipione l'africano (Escipión el Africano - la derrota de Aníbal)    | Película italiana. |
| 1914 | Cabiria                                                              | Película muda realizada por Giovanni Pastrone con Emilio Vardannes en el papel de Aníbal.                                                 |

### Música y videojuegos
- En Les Troyens, ópera de 1858 en cinco actos de Hector Berlioz, el personaje de Aníbal aparece en una visión de Dido, justo antes de que ella muera.
- Aníbal figura como líder de los cartagineses en los videojuegos Civilization IV, Imperivm II, Age of Empires y Total War: Rome II.

### Manga
- Como un Drifter en el manga, y posterior adaptación de anime, de Drifters (escrito e ilustrado por Kōta Hirano), en donde es trasladado a un mundo paralelo donde se reencontrará con Escipión y otros personajes históricos, para luchar contra el Rey Oscuro y sus Ends. Uso de la figura de Aníbal adaptada al siglo XXI.

### En español
- Baker, George Philip (1943). Aníbal. Editorial Iberia S.A. para Círculo de Lectores, 2004. ISBN 978-84-672-0491-9.
- Lancel, Serge (1997). Aníbal. Barcelona: Editorial Crítica. ISBN 84-7423-826-9.
- Mira Guardiola, Miguel Ángel (2000). Cartago contra Roma: las guerras púnicas. Madrid: Aldebarán. ISBN 84-88676-89-1.
- Quesada Sanz, Fernando (2005). «De guerreros a soldados. El ejército de Aníbal como un ejército cartaginés atípico». Trabajos del Museo Arqueológico de Ibiza y Formentera (56). ISSN 1130-8095, págs. 129-162.
- García-Osuna y Rodríguez, José María Manuel (2012). Las victorias del gran Anibal Barca durante la segunda guerra romano-púnica. La batalla de Trebia. 7 esquinas. Revista del centro de estudios linarenses n.º 4. pág. 55-67

### En francés
- Habib Boularès, Hannibal, ed. Perrin, París, 2000 ISBN 2-7028-5374-9
- Francis de Coninck, Hannibal. La traversée des Alpes par la Tarentaise et le col du Petit-Saint-Bernard, ed. Armine-Ediculture, Saint-Romain-en-Gal, 1999 ISBN 2-910331-00-8
- Geoffroy de Galbert, Hannibal en Gaule, ed. De Belledonne, Grenoble, 2005 ISBN 2-911148-65-7

### En inglés
- Elias J. Bickerman, «Hannibal's Covenant », American Journal of Philology, vol. 73, n.º 1, 1952, pp. 1–23
- Leonard Cottrell, Hannibal. Enemy of Rome, ed. Da Capo Press, Nueva York, 1992 ISBN 0-306-80498-0
- Dodge, Theodore A. (1891). Hannibal, a history of the art of war among the Carthaginians and Romans down to the Battle of Pydna, 168 B. C., with a detailed account of the Second Punic War. Boston y Nueva York: Houghton Mifflin Company. ISBN 0-306-81362-9.
- Gabriel, Richard A. (2000). Great Captains of Antiquity. Westport (NY): Greenwood Publishing Group. ISBN 0-313-31285-0.
- Mark Healy, Cannae. Hannibal Smashes Rome's Army, ed. Osprey Publishing, Oxford, 1994
- Hoyos, Dexter (2005). Hannibal's Dynasty: Power and Politics in the Western Mediterranean, 247-183 bc. Oxford: Oxford University Press. ISBN 0-415-29911-X.
- Dexter Hoyos, Hannibal. Rome's Greatest Enemy, ed. Bristol Phoenix Press, Exeter, 2005 ISBN 1-904675-46-8
- John Prevas, Hannibal Crosses the Alps. The Invasion of Italy and the Second Punic War, ed. Da Capo Press, Nueva York, 2001 ISBN 0-306-81070-0